# Mauritanie
Cet article possède un paronyme, voir Maurétanie.
 (novembre 2024).
Améliorez-le ou discutez des points à vérifier. 
République islamique de Mauritanie
(ar) الجمهورية الإسلامية الموريتانية 
La Mauritanie (en arabe : موريتانيا romanisé en Mūrītāniyā), en forme longue la république islamique de Mauritanie (en arabe : الجمهورية الإسلامية الموريتانية) est un État d'Afrique du Nord-Ouest. Sa superficie est de 1 030 700 km2 (classée 29e) et elle se trouve en grande partie dans le Sahara. Elle possède une côte d'environ 800 km ouverte sur l'océan Atlantique s'étirant de Ndiago au sud jusqu'à Nouadhibou au nord et elle est frontalière de trois pays (l'Algérie au nord-nord-est, le Mali à l'est et au sud-sud-est et le Sénégal au sud-ouest) ainsi que du Sahara occidental  (territoire non autonome disputé par le Maroc et la République arabe sahraouie démocratique) au nord. Sa capitale et plus grande ville est Nouakchott. Les autres villes principales sont Nouadhibou, Kiffa, Kaédi, Néma et Rosso.
Le territoire devient une colonie française en 1903 et obtient son indépendance en 1960. Depuis, le pays a connu plusieurs coups d'État et des périodes de régime militaire. La victoire de Mohamed Ould Ghazouani à l'élection présidentielle mauritanienne de 2019 était supposément la première transition pacifique du pouvoir du pays depuis l'indépendance.
Du fait de sa situation, la Mauritanie constitue un espace de contact entre l'Afrique du Nord et l'Afrique subsaharienne. Sa population est estimée à 4 244 878 habitants en 2023(classée 128e) et le pays est membre de nombreuses organisations internationales comme l'Union africaine (UA), de la Ligue arabe, de l'Union du Maghreb arabe (UMA), de l'Organisation de la coopération islamique (OCI) ou encore de l'Organisation internationale de la francophonie (OIF). Sa langue officielle est l'arabe bien que le français y soit aussi beaucoup utilisé. L'islam est la religion d'État et plus de 99 % de la population est de confession musulmane sunnite.

## Toponymie
Le nom du pays lui vient de la Maurétanie, désignant le territoire des « Maures », peuple berbère, dans l'Antiquité. Le territoire de la Mauritanie ne correspond cependant pas à celui de l'antique royaume devenu plusieurs provinces romaines, qui se situait au nord des actuels Algérie et Maroc.
Le territoire de la Mauritanie a été désigné sous plusieurs dénominations, qui correspondent à différentes régions de l'actuelle Mauritanie et sous celui de Gannar par les Wolofs. Il était plus généralement connu des géographes arabes sous le nom de Bilad Chinguit, ou provinces de Chenguit (de la cité de Chinguetti). C'est en 1899 que l’expression « Mauritanie occidentale » est utilisée dans une circulaire ministérielle, sur proposition de Xavier Coppolani. Ce terme de Mauritanie, utilisé par les Français, supplante progressivement les autres dénominations utilisées pour désigner le pays,.

## Géographie physique

### Localisation

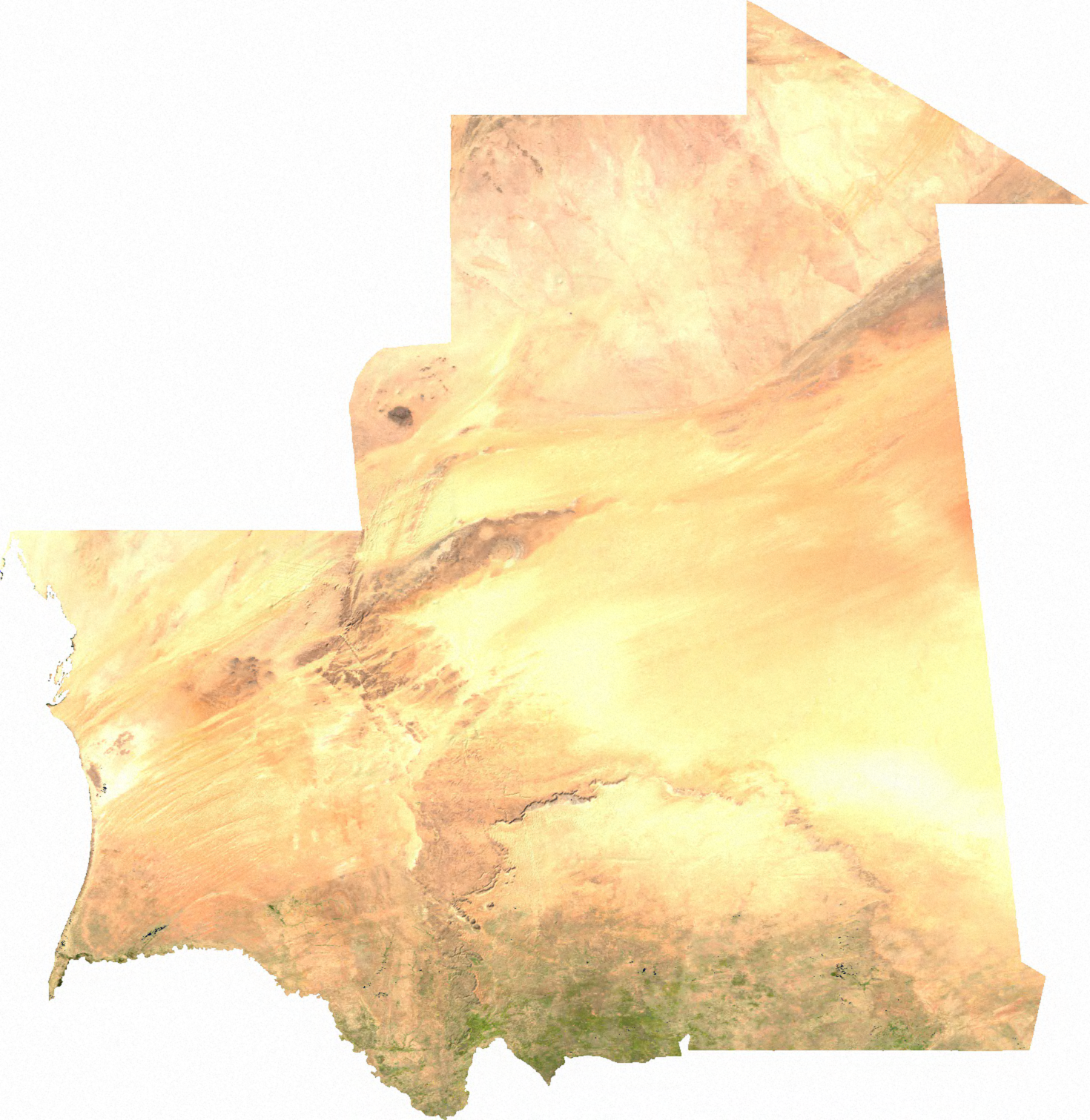
Image satellite de la Mauritanie.

La Mauritanie est un pays de l'Afrique du Nord-Ouest. situé entre le 15 et le 27 degrés de latitude nord et les 5 et 17 degrés de longitude ouest.

#### Territoires limitrophes
| États-Unis, à 6 275 km | Îles Canaries, à 155 km | Sahara Occidental, à 1 985 km Algérie, à 2 790 km |
| Anguilla, à 4 960 km   | Mauritanie              |                                                   |
| Cap-Vert, à 770 km     | Sénégal, à 390 km       | Mali, à 1 050 km                                  |

### Frontières terrestre et naturelle
Le pays possède des frontières avec l'Algérie (463 km) au nord-nord-est, le territoire du Sahara occidental (1 561 km) au nord (territoire non autonome disputé  par le Maroc et la République arabe sahraouie démocratique), le Mali (2 237 km) à l'est et au sud-sud-est, enfin le Sénégal au sud-ouest. Celles-ci ont été tracées par les Français lors de la colonisation, ce qui explique les lignes droites, sauf pour le fleuve Sénégal qui constitue une frontière naturelle entre la Mauritanie et le Sénégal.

### Frontières maritimes et ZEE
Bordée à l'ouest par l'océan Atlantique, la Mauritanie compte 3 frontières maritimes avec le Sahara occidental, le Sénégal et le Cap-Vert.
Sa ZEE s'étend sur une surface de 234 000 km2.

### Topographie

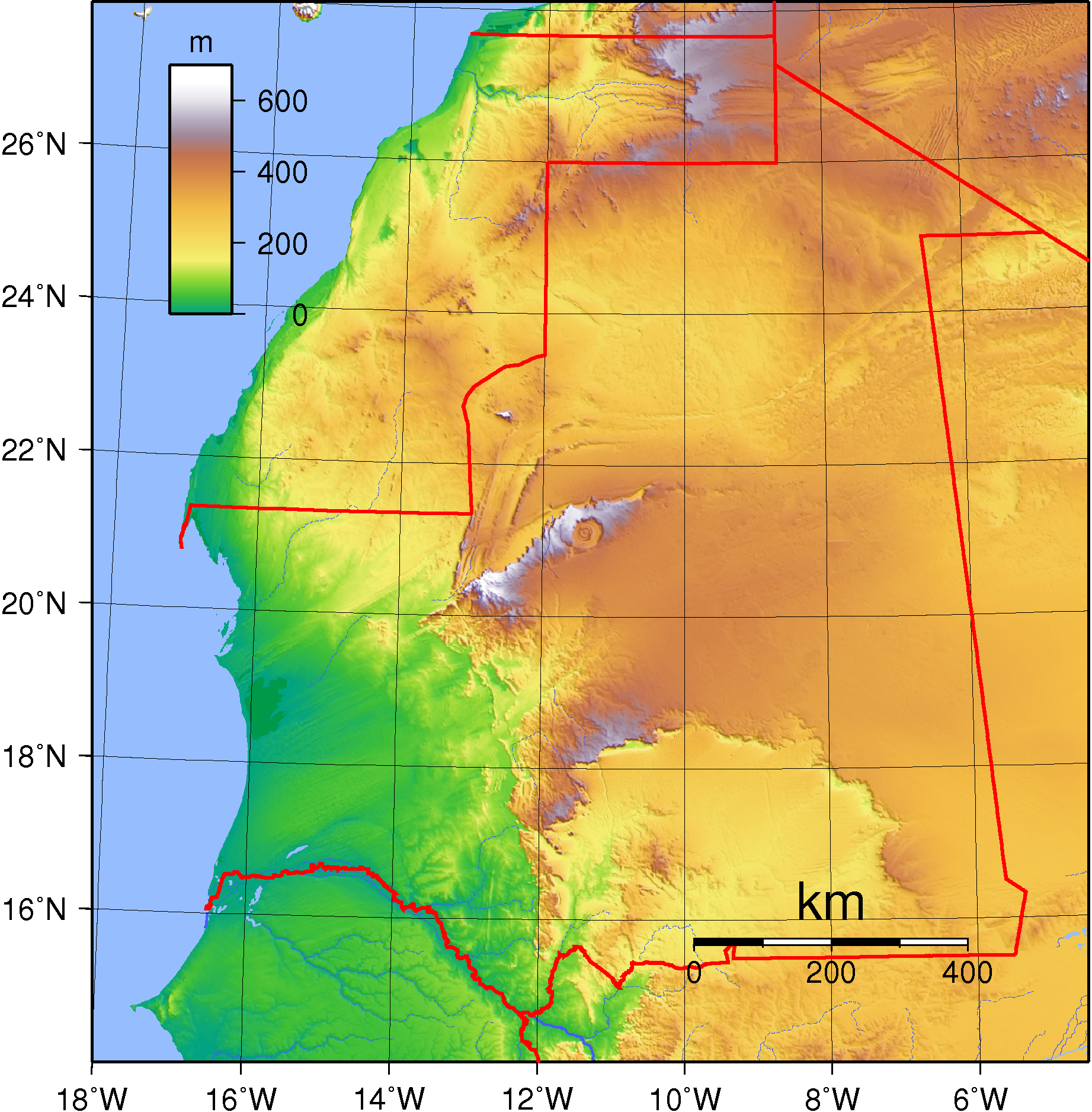
Topographie de la Mauritanie.

D'une superficie de 1 036 000 km2, la Mauritanie compte au centre et au nord un relief constitué par les massifs montagneux du Kedia d'Idjil, des Mauritanides, du Tagant et de l’Adrar qui culminent à 400 et 500 mètres. Les parties les plus hautes sont, en général, constituées de roches dures qui forment des falaises abruptes. À l’exception de la plaine alluviale du Sénégal, appelée Chemama (en), large de 10 à 25 kilomètres, assez peuplée (villes de Rosso et Kaédi), le reste du pays est constitué en grande partie d’alignements dunaires tels ceux de la grande région de sable qui s’étend à l’Est du Tagant et de l’Adrar.
Le point culminant du pays, le Kedia d'Idjil, s'élève à 917 m d'altitude.

### Climat

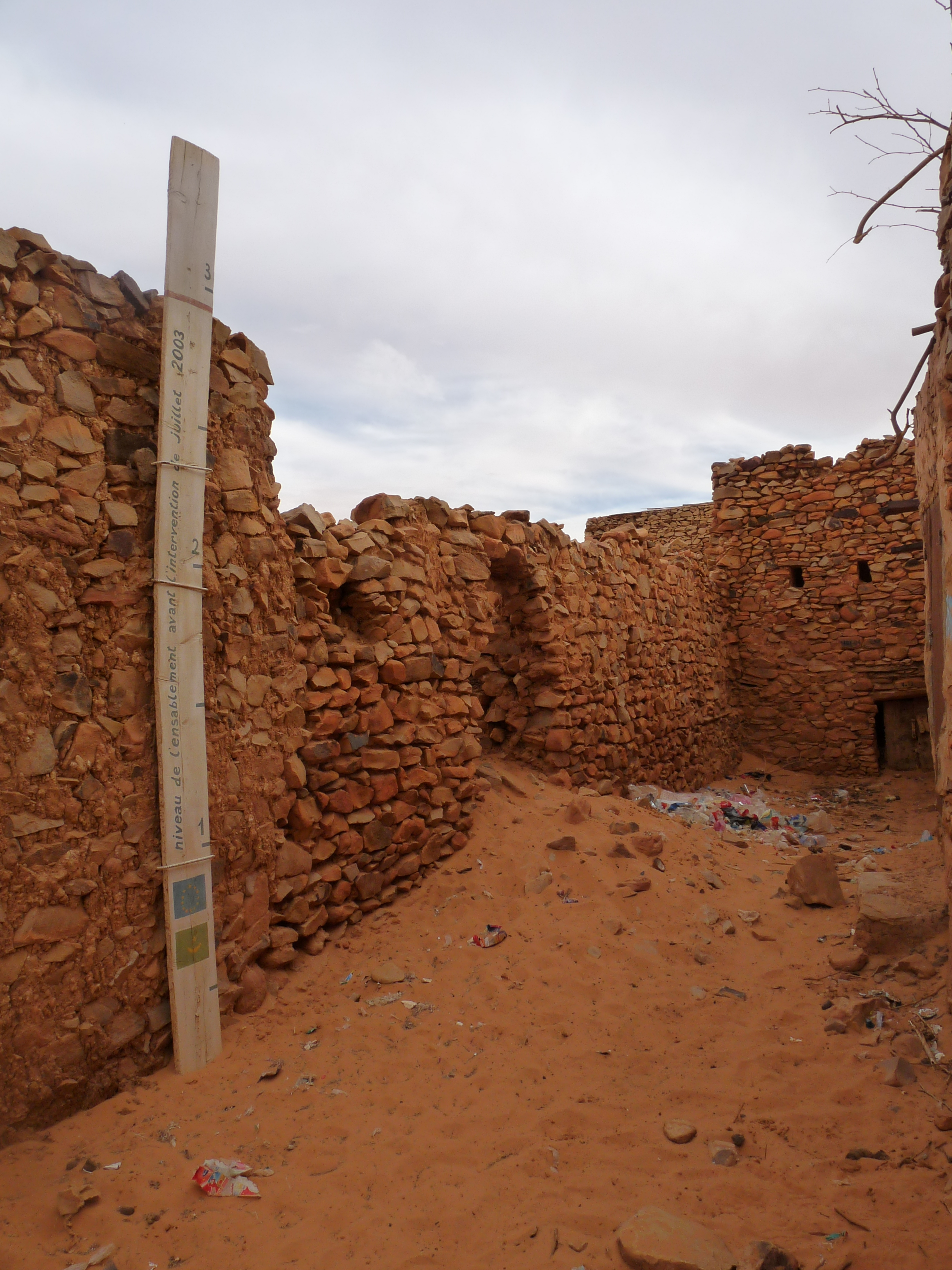
Rue de Chinguetti : niveau atteint par l'ensablement (environ 2.80 m) avant l'intervention de 2003.

Le climat est globalement désertique très chaud et très sec, ce qui explique la faible densité de population. De plus, des sécheresses successives ont accentué la désertification du pays. Les températures sont relativement tempérées sur la côte grâce aux vents venant du large et la région du fleuve est plus humide. Dans l’extrême sud et sud-est, qui se positionne sur la bande du Sahel, la végétation réapparaît et des cultures sont possibles.
Un vent de sable chaud (le Khamsin ou Harmattan) balaye parfois des régions, ensevelissant des cultures, voire des villages qui luttent contre l'avancée du désert. Dans les régions intérieures du pays, les températures sont largement plus élevées et torrides que sur les côtes. Il peut facilement faire plus de 50 °C. Les nuances entre les quatre saisons sont quasi inexistantes.

### Régions naturelles
Répartition La Mauritanie se divise en trois grandes régions naturelles :
- la façade atlantique, qui s'étend sur une longueur d'environ 800 km, de la frontière avec le Sénégal, au sud, au Sahara occidental, au nord (territoire non autonome disputé  par le Maroc et la République arabe sahraouie démocratique) ;
- la région centrale est occupée par de grands plateaux escarpés à l’est, des larges cuvettes dunaires du Sahara ;
- le fleuve Sénégal, qui a creusé une vallée le long de la frontière sud du pays. L'un de ses affluents est le Karakoro (également appelé Oued Lakhdar).

L'Est est constitué de zones de pâturage, alors que le sud constitue la zone agricole grâce aux alluvions du fleuve Sénégal.
La plus grande partie du territoire se trouve dans le désert du Sahara, avec des plaines et des reliefs peu accidentés, ainsi que des regs (désert rocheux). Au Nord, il existe de hauts plateaux avec un sommet à 915 m d'altitude : la Kedia d'Idjil. Dans le centre du pays, la cuvette du Hodh El Chargui est bordée au sud-est par des plateaux gréseux (Adrar, Tagant).

### Environnement

#### Parcs nationaux
Le plus grand parc national mauritanien, en termes de surface et de paysages, est celui du Banc-d'Arguin. Il présente un paysage extrêmement contrasté, entre désert et océan, ainsi qu'un riche patrimoine naturel. Le banc d'Arguin est également un site de reproduction des oiseaux migrateurs européens ; à ce titre il a été inscrit sur la liste Ramsar. Le parc national du Banc-d'Arguin est également classé au patrimoine mondial de l'Unesco depuis 1989.

### Géographie humaine

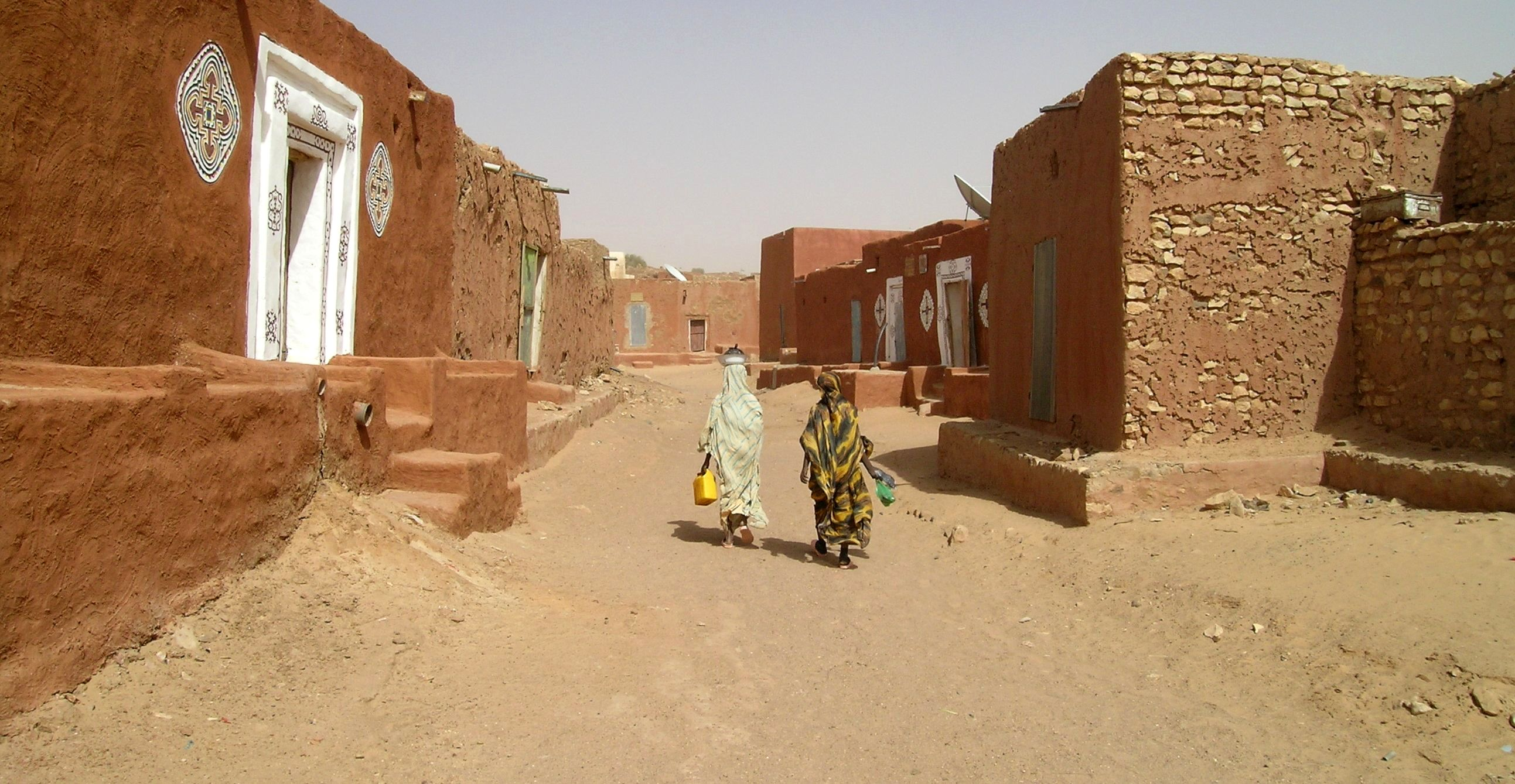
Rue de Oualata (Hodh El Chargui).

### Géographie administrative
La Mauritanie est divisée en 6 régions regroupant 12 wilayas, auxquelles s'ajoutent trois autres wilayas formant la capitale, Nouakchott. Elle comprend également 58 Mouqataa, ainsi que 216 communes.

## Histoire

### Préhistoire

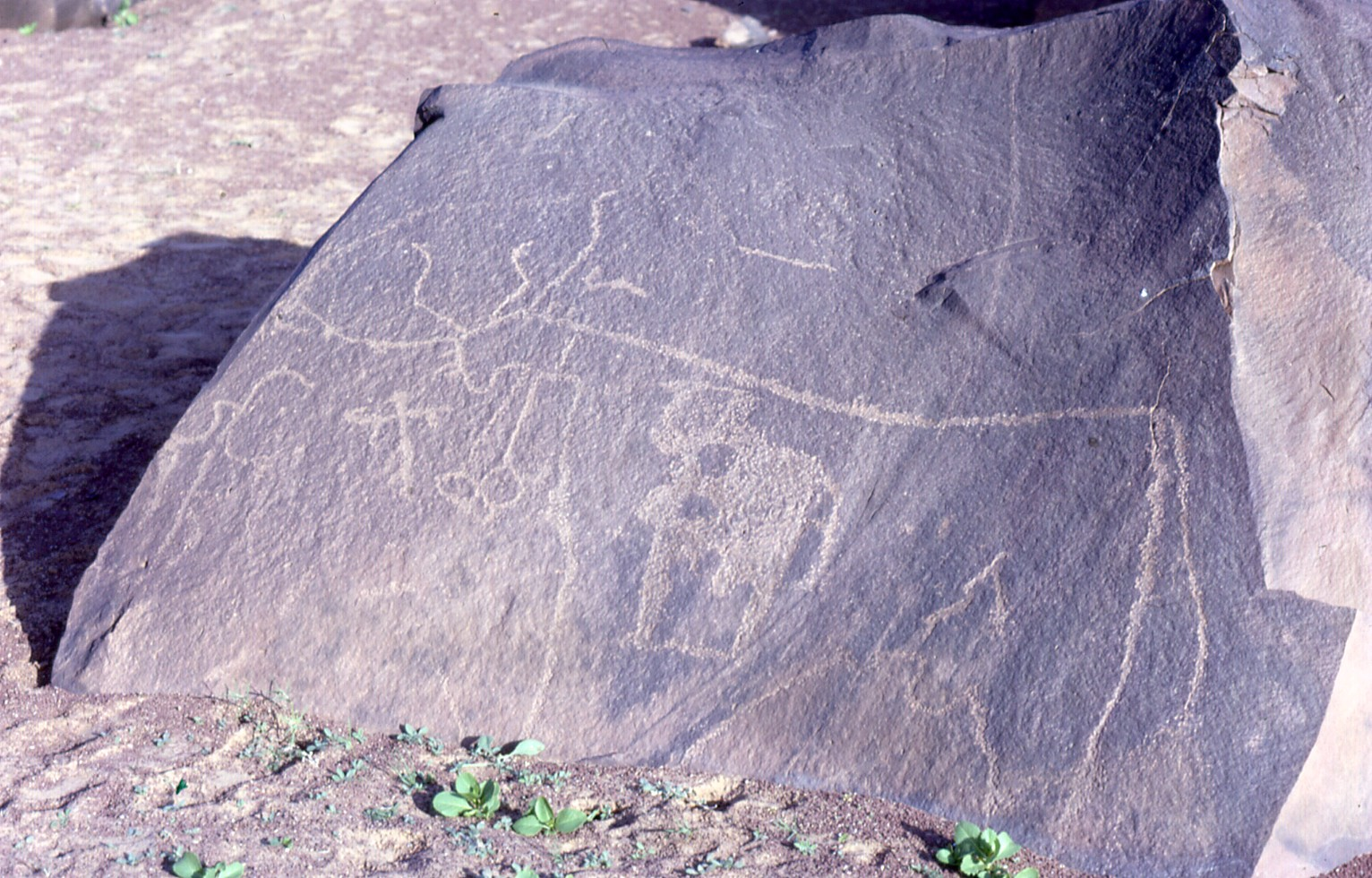
Gravures rupestres.

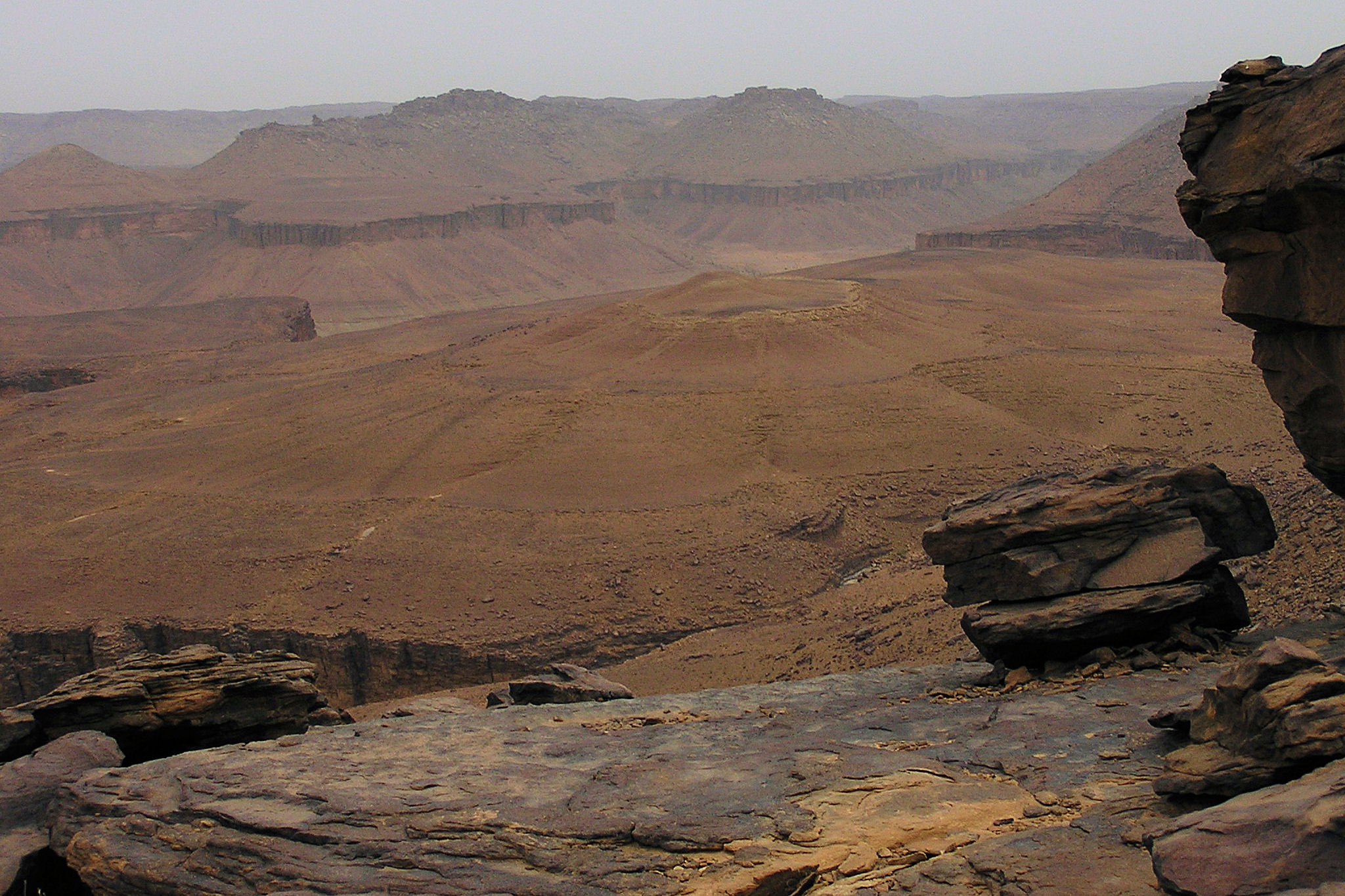
L'Adrar.

De nombreuses peintures pariétales ou gravures rupestres, au fond de grottes ou sur des falaises, témoignent de présence humaine préhistorique sur l'actuel territoire mauritanien. L'environnement a donc été différent de ce que l'on connaît actuellement : autrefois, la Mauritanie n'était pas un désert mais une région humide avec des cours d'eau et du gibier.
Des bifaces témoignent des débuts de la présence de l'homme, au Paléolithique inférieur. Ces outils acheuléens changent de formes, deviennent ovales, triangulaires puis sont accompagnés de hachereaux (outil à biseau tranchant réalisé sur éclat massif). C'est dans l'Adrar et plus particulièrement à Aghmakou et El Beyyed que l'on peut se rendre compte de ces évolutions.

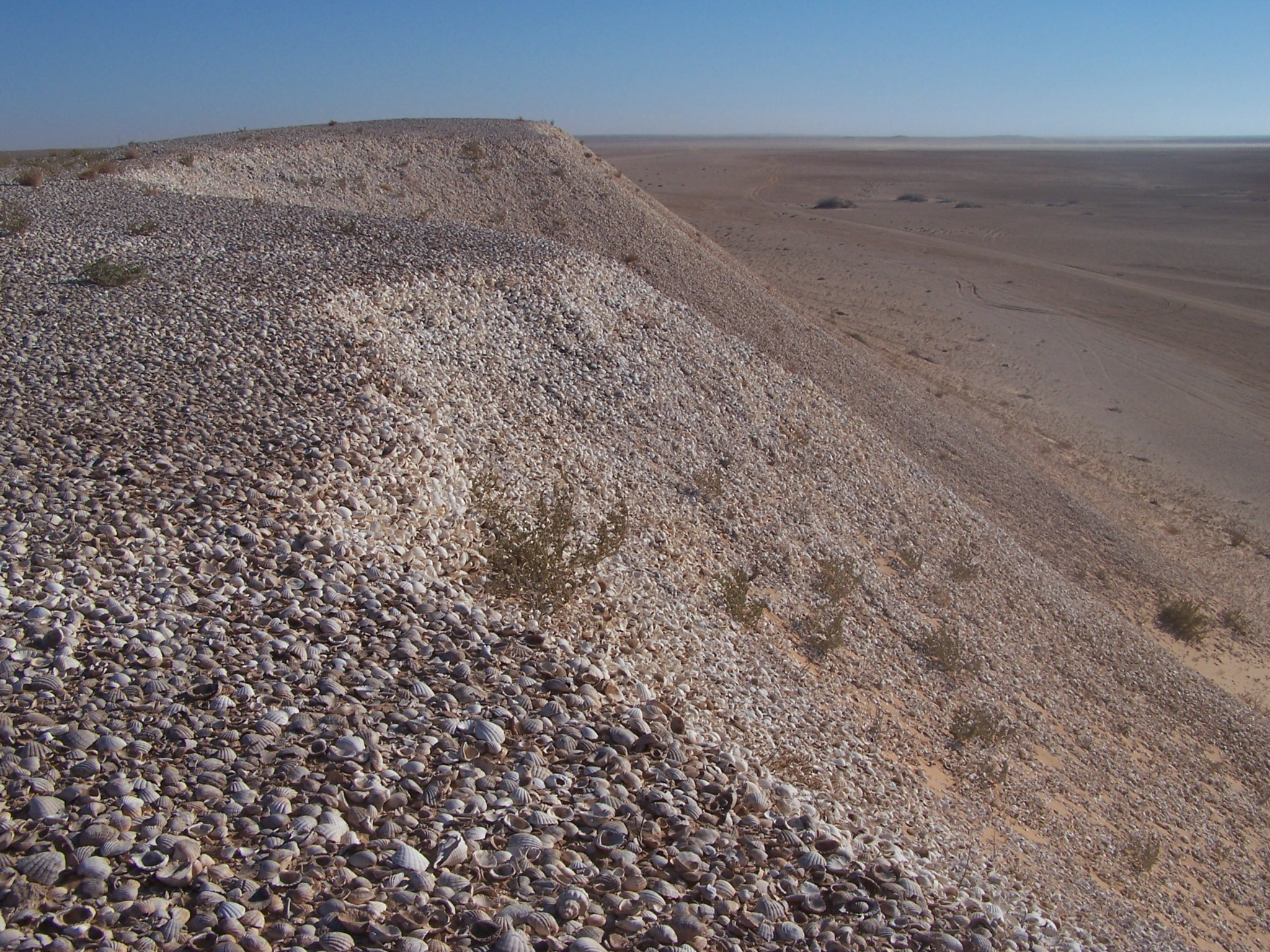
Amas coquillier au parc national du Banc-d'Arguin.

Des grattoirs, pointes, racloirs moustériens parviennent du Paléolithique moyen. Au nord de la Mauritanie actuelle, l'Atérien, qui venait sans doute d'Afrique du Nord, apporte des outils améliorés avec une extrémité transformée en pédoncule pouvant être emmanché. Les humains anatomiquement modernes du Paléolithique supérieur s'établissent sur la côte atlantique vers la baie du Lévrier.
Au début du Néolithique, l'Atérien disparaît avec l'arrivée de population du nord de l'Afrique. La présence humaine est attestée au Néolithique par des habitats structurés pendant deux millénaires dans la région du Dhar Tichitt. Des pointes de flèches ont également été retrouvées.
Des populations noires, les Bafours, en partie sédentaires, se sont établies en Mauritanie, plus particulièrement dans la région de l'Atar. Ils étaient chasseurs-pêcheurs puis ils ont développé une civilisation agro-pastorale. Ensuite le Sahara s'est étendu, d'autres populations venant de l'est sont parvenues dans cette région comme les Peuls (des pasteurs qui suivent leurs troupeaux) ainsi que d'autres nomades du nord qui sont venus dès le premier millénaire avec leurs dromadaires.

### Empire du Ghana

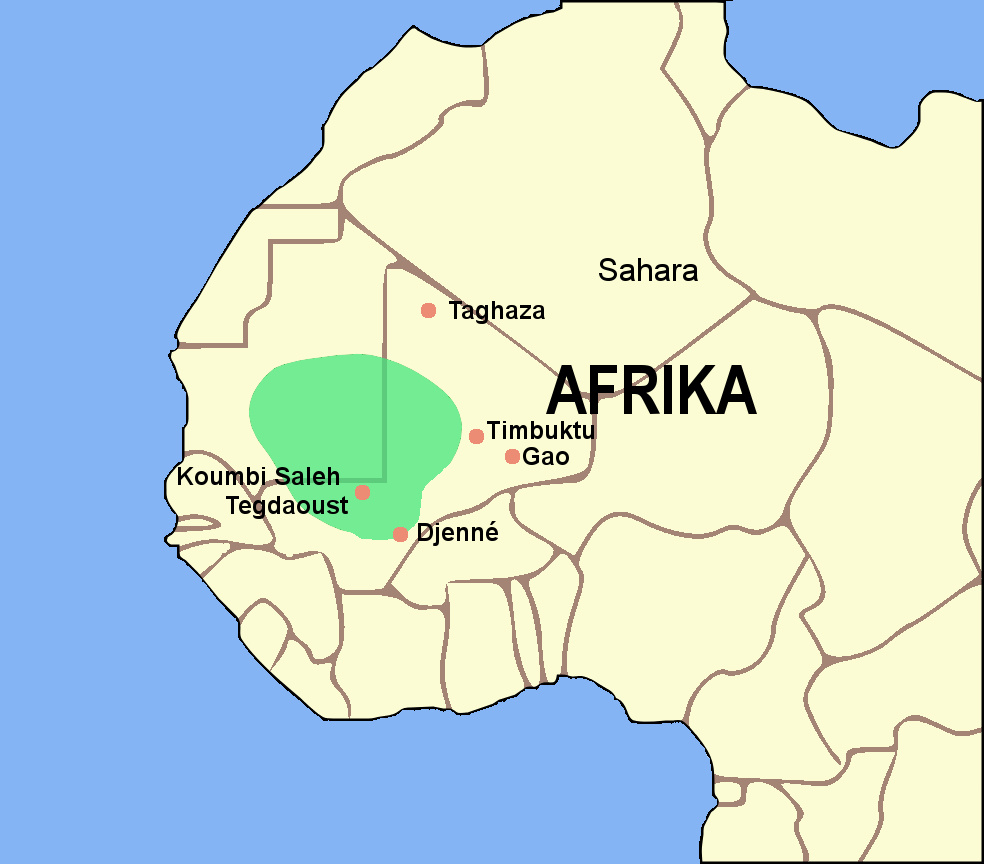
Étendue de l'empire du Ghana, superposé aux frontières des États actuels.

L’empire du Ghana fondé par les Soninkés avait pour capitale Koumbi (dans le Hodh El Chargui).
Désigné par ses habitants sous le nom d'empire de Ouagadou, il se fait connaître en Europe et en Arabie comme l'empire du Ghana. Issu du royaume du Ouagadou, l'empire du Ghana s'est développé au VIIIe siècle avec l’exportation d’or et de sel, important pour la conservation des aliments. Il connaît son apogée au Xe siècle, et s'étend alors sur un territoire à cheval sur la frontière actuelle entre la Mauritanie et le Mali, comprenant le Ouagadou, et Oualata. En 990, il annexe Aoudaghost, grande cité berbère, centre névralgique des échanges entre le nord et le sud.

### Almoravides
Le mouvement religieux des Almoravides, de rite sunnite malékite, formé par des tribus Sanhadja (originaires de l'Adrar, nomadisant entre le Nord de l'actuel Sénégal, l'actuelle Mauritanie et le Sud de l'actuel Maroc) s'établit sur les rives du fleuve Zenaga (fleuve Sénégal) ou sur les rivages de l’Atlantique. Il fonde l'empire Almoravide, qui impose son hégémonie sur l'ensemble de la région. Il unifiera au Xe siècle, les peuples du Sahara occidental et étendra, au XIe siècle, sa domination sur l'empire du Ghana (conquête des villes Aoudaghost et de Koumbi Saleh). En peu de temps, les Almoravides s'emparent d'Aoudaghost, d'Awlil et de Sijilmassa. C'est à partir de cette dernière qu'ils entament la conquête du Nord (7). Éliminant les pouvoirs locaux et annexant les principautés limitrophes, ils font l'unité d'une grande partie du Maghreb et d'al-Andalus.
Au XIIe siècle, après la chute des Almoravides, une partie du territoire de la Mauritanie (Sud/Sud-Ouest) redevient une province des empires du Mali et l'empire songhaï.
Au XIIe siècle, la ville de Tichitt est fondée. Cette cité qui allie le savoir au commerce contribue substantiellement au rayonnement de la région du Maghreb et de l'ouest africain fraîchement islamisé.
Au XIVe siècle, plusieurs villes comme Oualata, Chinguetti, Ouadane se développent.

### Beidanes
Au XVe siècle, les Banu Hassan (issus de l'ensemble Maaqil), venus probablement du Yémen, et d'Arabie, et dans une moindre mesure d'Égypte et d'Irak, se fixent dans le Nord et combattent les tribus berbères sanhadjas. Ils vont influencer la structure sociale et la composition ethnique de la société donnant naissance à un ensemble arabo-berbère et répandre progressivement le dialecte arabe hassanya. Au XVIIe siècle, les tribus Mghafra (arabes) et Zwaya (Sanhadja) vont entrer en conflit pendant près de 30 ans (Guerre de Char Bouba). Les populations (berbères, noir-africains et autres) vivant dans le pays au moment de l’arrivée des Beni Hassan étaient déjà islamisées et avaient fondé, quatre siècles auparavant, l'empire almoravide, qui avait dominé l'ensemble de l'Afrique du Nord-Ouest et la péninsule ibérique (alors connue sous le nom d'Andalus). D'autres royaumes islamisés, à l'image de l'empire peul du Fouta-Toro et, dans une certaine mesure, de l’empire du Ghana, s'étaient également déjà établis sur le territoire.
Par la suite, les Beni Hassan fondent de nouveaux Émirats, dont les plus puissants furent ceux du Trarza, du Brakna et de l'Adrar, celui du Tagant ayant été fondé par les descendants des Sanhadja almoravides. Ces émirats étaient souvent en guerre entre eux et avec les principautés du sud, telles que le Fouta-Toro ou le royaume du Oualo.

### Colonisation française

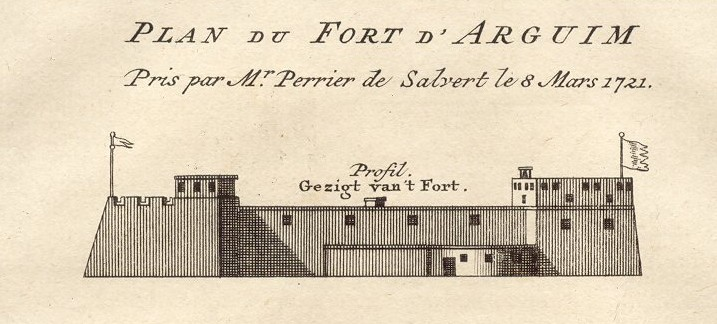
Fort colonial d'Arguin (1721).

Le traité du 20 octobre 1891 entre Léon Fabert et le roi Ahmed Ould Sidi Ahmed, roi de l'Adrar établit un protectorat français sur la vaste région d'oasis étendue du Sénégal au Sud-marocain.
La colonisation française peut être présentée selon la chronologie :
- 1902 : début de la pénétration coloniale française.
- 1903 : la Mauritanie est placée sous protectorat de la France.
- 1904 : rattachement de la rive droite du fleuve Sénégal à la Mauritanie sous protectorat de la France ; arrêté du 10 avril 1904 prononçant l'éclatement du cercle de Kayhayzi et le rattachement de sa rive droite au nouveau protectorat.
- 1920 : la Mauritanie est décrétée colonie française.
- 1934 : fin de la résistance armée (deux ans après la bataille d'Oum Tounsi qui eut lieu en août 1932).
- 1945 : la Mauritanie est élevée au statut de territoire d’outre-mer de l’Union française.
- 1957 : la Mauritanie bénéficie de la loi-cadre (dite loi Defferre).
- 1958 : devenue autonome, la République islamique est proclamée le 28 novembre (dans la nouvelle mais éphémère Communauté française qui remplace les anciennes fédérations administratives de territoires de l'Union française).
- 1960 : le 28 novembre, l’indépendance nationale est octroyée en vertu des accords franco-mauritaniens de restitution de souveraineté.

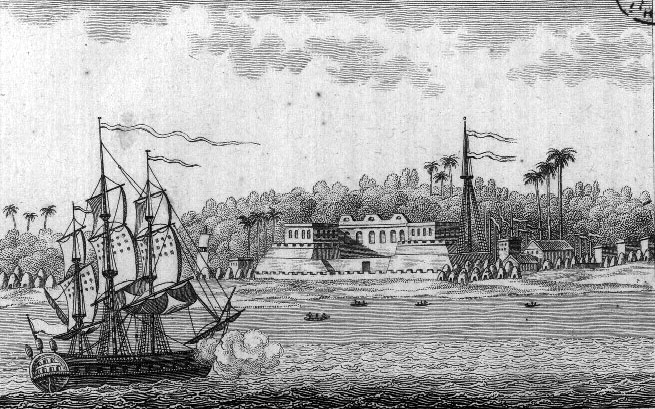
La capitale Saint-Louis vue de la mer (1814).

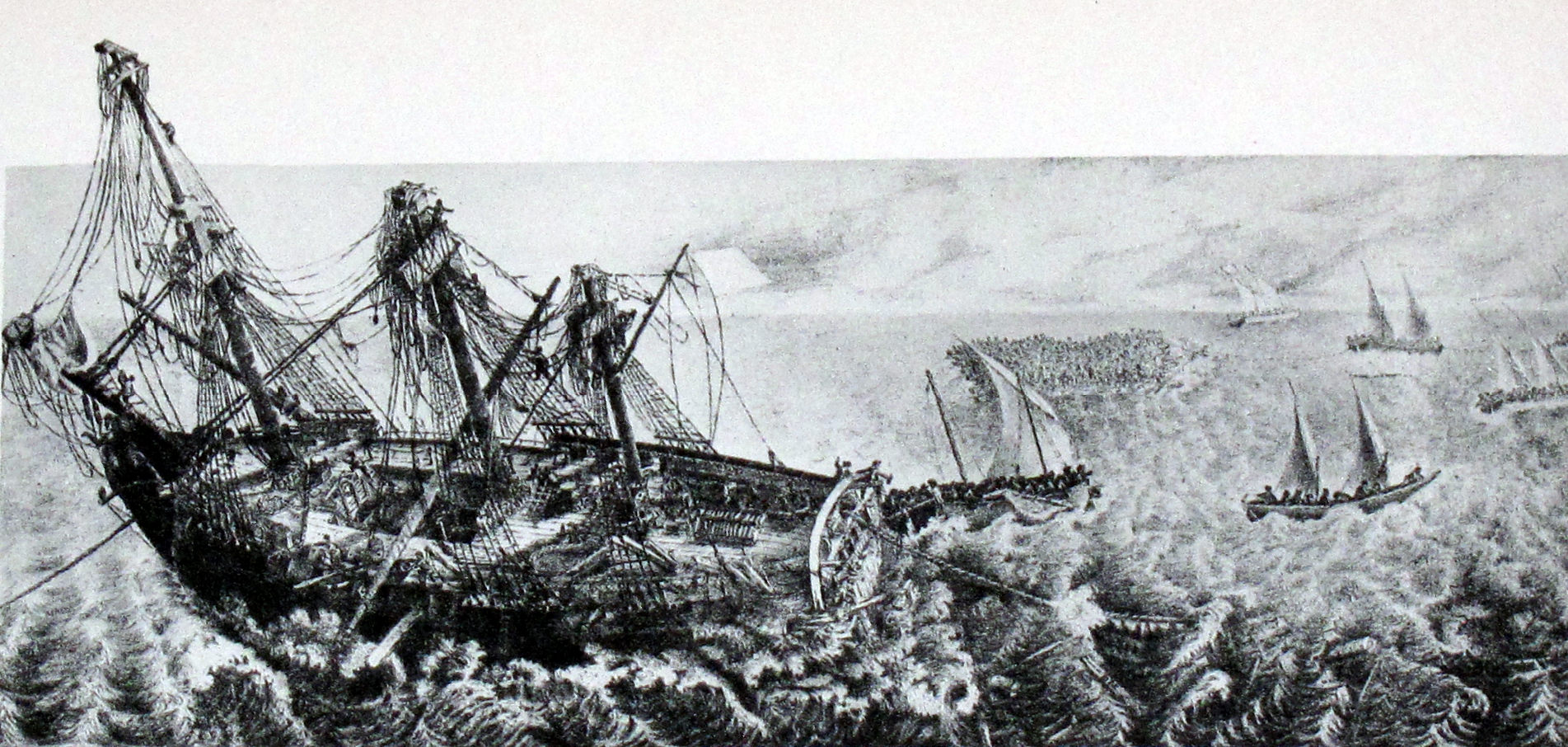
Naufrage de la Méduse au banc d'Arguin en 1816.

Les Portugais avaient déjà eu des contacts avec les habitants du banc d'Arguin. Le commerce de la gomme au nord du Sénégal se développe. Le fort Portendick au nord de l'estuaire du fleuve Sénégal ainsi que la vallée du Sénégal deviennent une région servant de base à l'expansion économique des colonies. En 1816, le navire Méduse s'échoue sur le banc d'Arguin en tentant de rejoindre Saint-Louis. Faidherbe considère que les émirats sont source d'insécurité et commence par annexer l'empire du Oualo avant de conquérir l'autre rive du fleuve. Les maures du Trarza tentent d'instaurer une paix entre les tribus, mais dès 1899 l'administrateur Coppolani instituera une Mauritanie occidentale, tout en reconnaissant en 1900 les intérêts des Espagnols établis au cap Blanc.
Les Français s'établissent dans l'Adrar en 1908 puis au Hodh en 1911. Les frontières sont fixées à la suite d'un accord franco-espagnol en 1912, attribuant à l'Espagne le territoire du Río de Oro (Wadi al-Dahab) et de la Saguia El Hamra (actuel Sahara occidental). En 1920, la Mauritanie devient une des colonies de l'Afrique-Occidentale française (AOF). 1934 sonne le glas de la résistance, alors que 1936 marque l'achèvement de l'occupation militaire de la Mauritanie.
Il n'y aura pratiquement pas de développement du pays, seulement une domination militaire en s'appuyant sur les chefs traditionnels afin de sécuriser le territoire (les antagonismes entre les différentes tribus seront utilisés avec profit par les Français). Saint-Louis du Sénégal — capitale de l'AOF et du Sénégal — fera donc office de capitale administrative de la Mauritanie. Il faudra attendre l'indépendance pour voir s'ériger des installations portuaires ou des aéroports. Durant cette période, les populations nomades s'appauvrissent.
En novembre 1945 les Sénégalais Amadou Lamine-Guèye et Léopold Sédar Senghor sont élus députés de la circonscription réunissant le Sénégal et la Mauritanie.
En 1946, la Mauritanie accède au statut de territoire d'outre-mer et le 10 novembre 1946, Ahmeddou Ould Horma Ould Babana devient le premier député mauritanien. Cela permet dès 1948 le développement d'une nouvelle élite administrative et de partis politiques. La loi-cadre Gaston Defferre du 23 juin 1956 autorise la création d'un pouvoir exécutif local, dont la mise en place est confiée à un jeune avocat, Moktar Ould Daddah.
Après l'indépendance du Maroc, à partir de 1956, le royaume chérifien, par la voix de son souverain, Mohammed V, revendique la Mauritanie comme partie intégrante de son territoire.

### Mauritanie indépendante
Après le référendum de 1958, la Constitution mauritanienne adoptée l'année suivante instaure un régime parlementaire. L'indépendance est proclamée le 28 novembre 1960. Le pays est reconnu officiellement par l'Organisation des Nations unies (ONU) le 27 octobre 1961 et devient membre fondateur de l'Organisation de l'unité africaine (OUA) en 1963. Le Maroc ne reconnait la Mauritanie qu'en 1969, neuf ans après son indépendance, levant ainsi le dernier obstacle à son adhésion à la Ligue arabe, qui devient effective en 1973.

#### Revendication par le Maroc de la Mauritanie
Après son indépendance, le Maroc ambitionne de récupérer ce qu'il considère comme appartenant à son territoire précolonial le Grand Maroc, morcelé par la France et l'Espagne, en essayant de négocier avec ces deux puissances. Toutefois et contrairement à Tarfaya, qu'il récupère en 1958 et Sidi Ifni, en 1969, la Mauritanie lui échappe et accède à l'indépendance. Plusieurs personnalités mauritaniennes étaient cependant venues prêter allégeance au roi Mohammed V à Rabat, comme l'ancien député mauritanien à l'Assemblée nationale française, Horma Ould Babana, l'émir du Trarza, Mohammed Fal Ould Oumeir, devenu ministre au Maroc, chargé de la Mauritanie et du Sahara, ou encore le diplomate Dey Ould Sidi Baba. La Tunisie d’Habib Bourguiba tente, à plusieurs reprises, de rapprocher les positions de Rabat et de Nouakchott, et apporte un soutien diplomatique constant à la Mauritanie. Le royaume marocain renonce finalement à ses revendications territoriales sur la Mauritanie (liées au concept du Grand Maroc développé par Allal El Fassi, le fondateur du parti de l'Istiqlal) et se résigne à la reconnaître formellement. Lors de leur première rencontre, en 1969, à l’occasion du sommet islamique de Fès, Hassan II confessera au président mauritanien Mokhtar Ould qu’il n’avait jamais cru au bien-fondé des revendications marocaines sur la Mauritanie, mais qu’il avait été obligé de les endosser par « filiation dynastique ».

#### Présidence de Mokhtar Ould Daddah (1960-1978)
En 1961, la nouvelle Constitution instaure un régime de type présidentiel et Moktar Ould Daddah est élu premier président de la Mauritanie.
Reprendre l'œuvre inachevée d'unification des diverses tribus et ethnies est l'objectif prioritaire des nouveaux dirigeants du pays. Son président Moktar Ould Daddah devra s'imposer face aux dissensions internes et à l'influence de ses voisins, tels que le Maroc ou l'Algérie. En 1965, le parti du peuple mauritanien (PPM), issu de la fusion des quatre principales formations politiques, devient le seul parti autorisé. En août 1966, il est réélu à la présidence. Il est confronté à une contestation syndicale, nationaliste, marxiste et maoïste, qui finit par intégrer le parti unique au pouvoir quelques années plus tard, en 1975.
En 1971, Moktar Ould Daddah est élu pour un troisième mandat.
Le partage du Sahara occidental entre le Maroc et la Mauritanie va générer de graves crises pour le pays. Le conflit avec le Front Polisario soutenu par l'Algérie plonge la Mauritanie dans de graves difficultés économiques (conjuguées à la famine, en raison de la sécheresse). Malgré le soutien de l'aviation française basée à Dakar en décembre 1977, les attaques de villes dans le nord et même de la capitale Nouackchott par le Front Polisario finissent par pousser les militaires mauritaniens à déposer le président Mokhtar Ould Daddah en 1978.

#### Succession de juntes militaires éphémères (1978-1984)
Le 10 juillet 1978, le lieutenant-colonel Moustapha Ould Mohamed Saleck, à la tête de l'armée depuis quelques mois, renverse Moktar Ould Daddah et prend la tête d'un Comité militaire de redressement national (CMRN), qui signe un cessez-le-feu avec le Front Polisario.
Le nouveau régime est en proie à des luttes intestines qui conduisent, le 6 avril 1979, à des modifications transférant la réalité du pouvoir à un nouveau Premier ministre, le lieutenant-colonel Ahmed Ould Bouceif. Moustapha Ould Mohamed Saleck conserve toutefois son poste de chef de l’État. Un  Comité militaire de salut national est créé.
À la suite de la disparition du Premier ministre, Ahmed Ould Bouceif, dans un accident d'avion, le 27 mai 1979, une nouvelle direction est mise en place. Mohamed Mahmoud Ould Ahmed Louly devient chef de l’État (symbolique) et Mohamed Khouna Ould Haïdalla Premier ministre. Un accord de paix est signé avec le front Polisario et la Mauritanie se retire du Sahara occidental.
Le 4 janvier 1980, à la suite d'une nouvelle restructuration au sein du Comité militaire de salut national, Ould Haïdalla devient chef de l’État. Diverses tentatives de putsch sont déjouées (dont une le 16 mars 1981, menée par l'Alliance pour une Mauritanie démocratique, réputée proche de l'ancien président Mokhtar Ould Daddah et du Maroc), tandis que l'opposition ne cesse de se renforcer en réaction à la politique autoritaire du nouveau chef de l'État.

#### Présidence de Maaouiya Ould Sid'Ahmed Taya (1984-2005)
Le 12 décembre 1984, le Colonel Maaouiya Ould Sid'Ahmed Taya, Chef d'état major des armées — Premier ministre (1981-1984) et Ministre de la Défense — accède au pouvoir par un coup d'État sans effusion de sang avec l'aide du Comité militaire de salut national dont il est président.
Il libéralise l'économie et permet l'organisation d'élections locales. En 1991, il fait voter une nouvelle Constitution qui instaure le multipartisme (à l’exception des partis islamistes) et la liberté de la presse. Le Chef de l'État crée le Parti républicain démocratique et social (PRDS). En 1992, il est élu président de la République, puis réélu en 1997 avec plus de 90 % des voix tandis que le front uni de l'opposition a appelé au boycott.
En 2001, d'importants gisements pétroliers sont découverts au large de la côte mauritanienne créant une embellie économique. Le régime de Maaouiya Ould Sid Ahmed Taya devient plus souple avec la reconnaissance de 6 nouveaux partis.
Le 8 juin 2003, le président Ould Taya parvient à reprendre le contrôle de Nouakchott après de violents combats contre des soldats putschistes, surnommés « Les Cavaliers du changement » et menés par un ancien commandant de la garde nationale, Saleh Ould Hannena et l’officier Mohammed Ould Cheikhna. Le bilan officiel est de 15 morts et une dizaine de blessés. Ould Taya indiquera l'année suivante avoir déjoué une nouvelle tentative.
En novembre 2003, Ould Taya est réélu avec 67 % des voix.

#### Conflit de 1989 avec le Sénégal et expulsion de populations noires-mauritaniennes
Avec la prise du pouvoir par le Colonel Maaouiya Ould Sid'Ahmed Taya à la suite d’un coup d’État du 12 décembre 1984, la dérive autoritaire du pouvoir atteint son paroxysme dans les années 1989-1991.
Le 9 avril 1989, un incident frontalier opposant bergers peuls mauritaniens et paysans soninké sénégalais provoque l’intervention de l’armée mauritanienne dans le village de Diawara, au Sénégal, et se solde par la mort de deux Sénégalais. Cet événement exacerbe les tensions communautaires entre les deux pays et provoque des émeutes, à Dakar et à Kaolack : des dizaines de commerçants mauritaniens sont pris pour cible, par représailles, et plusieurs sont sauvagement massacrés, entre le 21 et le 24 avril. Ces événements déclenchent, à leur tour, des émeutes en Mauritanie, particulièrement à Nouakchott, visant cette fois les Sénégalais expatriés, et, indistinctement, les populations noires-mauritaniennes. La France, l’Algérie et le Maroc, qui a offert sa médiation, organisent un pont aérien pour permettre aux ressortissants des deux pays d’être évacués. Ce double exode concerne des dizaines de milliers de personnes, obligées de tout abandonner. La Mauritanie et le Sénégal rompent leurs relations diplomatiques en août 1989, et la frontière restera fermée jusqu’en mai 1992.
En Mauritanie, la période 1989-1991 est marquée par les assassinats de cadres militaires et civils noirs-mauritaniens, la déportation de dizaines de milliers de noirs-africains vers le Sénégal (environ 50 000 personnes) et au Mali (40 000 personnes), la radiation de milliers de cadres civils et militaires de la fonction publique, la destruction de documents d’état-civil, la confiscation de biens et de terres. Les peuls éleveurs de zébus ont été les principales victimes de ces exactions.
Il s’agit sans nul doute de l'événement le plus significatif de la politique d’épuration ethnique de l'histoire de la Mauritanie, accomplie méthodiquement et fondée sur la négation du caractère pluri-ethnique du pays, légitimant l’exclusion des populations non arabes et, à défaut, leur exclusion et la relativisation de la discrimination.
À son arrivée au pouvoir à l'issue des élections présidentielles de 2007, le président Sidi Mohamed Ould Cheikh Abdallahi entreprendra, ultérieurement, le rapatriement volontaire des réfugiés au Sénégal à la suite des accords tripartites conclus entre le Haut Commissariat des Nations unies pour les réfugiés (HCR) et les gouvernements mauritaniens et sénégalais. Ce rapatriement aurait été freiné avec le coup d'État ayant mis fin au mandat du président Ould Cheikh Abdallahi.

#### Début de la guerre avec les djihadistes
En avril 2005, les autorités arrêtent une cinquantaine d'individus dans les milieux islamistes accusés de planifier des actions terroristes avec des djihadistes liés au Groupe salafiste pour la prédication et le combat (GSPC).
Le 4 juin 2005, une caserne de l'armée mauritanienne est attaquée par des combattants du GSPC. Cette action, dite attaque de Lemgheity, est la première attaque commise par le GSPC contre des militaires hors de l'Algérie[réf. nécessaire].

#### Ely Ould Mohamed Vall (2005-2007)
Le 3 août 2005, l'armée, au travers du Conseil militaire pour la justice et la démocratie (CMJD), prend le pouvoir pour « mettre fin au régime totalitaire du président Taya et mettre en place de véritables institutions démocratiques ». Ce putsch a lieu alors que le président est sur le chemin du retour de Riyad, où il avait assisté la veille aux funérailles du roi Fahd. Après un court séjour au Niger et en Gambie, ce dernier se réfugie au Qatar où il obtient une résidence permanente.
Le nouvel homme fort du pays, le colonel Ely Ould Mohamed Vall, a été l'un des plus fidèles compagnons de route du président déchu. Responsable de la Sûreté nationale (police) pendant 18 ans, il a été associé aux vagues de répressions successives. Le 21 avril 2006, il autorise l'ex-président Maaouiya Ould Taya, en exil au Qatar, à revenir dans son pays, lui interdisant toutefois de participer aux élections prévues dans le cadre d'une transition démocratique jusqu'en 2007. L'ex-président Maaouiya Ould Taya n'a toutefois pas regagné la Mauritanie et continue de vivre au Qatar.
Conformément aux engagements formulés lors de sa prise de pouvoir, Ely Ould Mohamed Vall ne se présente pas à l’élection présidentielle de mars 2007, ainsi que tous les militaires qui avaient participé au coup d'État. Aucun des candidats en lice n'ayant obtenu plus de 50 % des suffrages lors du premier tour, un second tour a lieu le 25 mars 2007, portant au pouvoir Sidi Mohamed Ould Cheikh Abdallahi.

#### Présidence Sidi Mohamed Ould Cheikh Abdallahi (2007-2008) et montée des groupes jihadistes
Le nouveau président de la République élu, Sidi Mohamed Ould Cheikh Abdallahi, prête serment le 19 avril 2007. C'est le premier civil, depuis près de 30 ans, élu sans fraude massive depuis l'indépendance de la Mauritanie. Un vent d'espoir souffle sur le pays : les médias sont plus libres et de nouvelles formations politiques sont reconnues, dont un parti islamiste (Tawassoul). Mais des émeutes en raison de la baisse du pouvoir d'achat et l'augmentation de l'insécurité dans le pays affaiblissent le pouvoir du président, de même que l'influence trop pesante des dirigeants de l'armée, qui lui avaient apporte leur soutien durant la campagne électorale.
Parallèlement, les attaques du groupe jihadiste Al-Qaïda au Maghreb islamique (AQMI), nouveau nom depuis le 25 janvier 2007 du Groupe salafiste pour la prédication et le combat après que celui-ci ait fait allégeance à al-Qaïda, se multiplient sur le territoire mauritanien :
- le 24 décembre 2007 à Aleg (250 kilomètres à l’est de Nouakchott), quatre touristes français sont assassinés sur la route de l'Espoir[33]. Le Paris-Dakar est annulé.
- Le 27 décembre 2007, trois personnes sont tuées dans une attaque près d’Al Ghallawiya, à l’extrême nord-est du pays[34].
- Le 1er février 2008, un commando attaque l’ambassade d’Israël à Nouakchott ainsi que le restaurant-discothèque mitoyen[34].
- En avril 2008, les forces de l’ordre donnent l'assaut contre une cachette de terroristes localisée en plein quartier résidentiel de Nouakchott qui fait trois morts (un officier de police et deux djihadistes)[34].

Le Premier ministre, Zeine Ould Zeidane, annonce en mai 2008 sa démission ainsi que celle du cabinet. Le 11 mai 2008, un nouveau Premier ministre, Yahya Ould Ahmed el Waghf, forme un gouvernement d'ouverture avec des personnalités de l'entourage du président déchu, suscitant les réserves des militaires à l'origine du putsch de 2005, sans oublier l'entrée de deux islamistes. Une motion de censure est déposée par des députés, le 30 juin 2008. Toutefois, cette motion n'aboutit pas, en raison de la démission du gouvernement el Waghf.
Après trois semaines de crise constitutionnelle, le Premier ministre, reconduit dans ses fonctions, compose un nouveau cabinet renouvelé de moitié mais sans ouverture vers l'opposition. Quelques ministres qui semblaient être source de conflit entre le président Sidi Mohamed Ould Cheikh Abdallahi et les militaires sont écartés afin de permettre un apaisement, mais la crise ne prend pas fin, pour autant.

#### Mohamed Ould Abdel Aziz (2008-2019)
Lors du coup d'État militaire du 6 août 2008, le président de la République et le Premier ministre sont arrêtés et déposés à la suite du renvoi de quatre des plus importants officiers militaires du pays, arguant notamment de sa « faiblesse » face au terrorisme (détenu au palais des congrès de Nouakchott puis placé en résidence surveillée dans son village de Lemden, Sidi Ould Cheikh Abdallahi sera finalement libéré en décembre 2008).
Le nouveau maître du pays est le général Mohamed Ould Abdel Aziz qui préside un Haut Conseil d'État et promet d'organiser une rapide élection présidentielle. Le 13 août 2008, il nomme un nouveau Premier ministre, Moulaye Ould Mohamed Laghdhaf.
Après avoir démissionné de l'armée, il abandonne la charge de chef de l'État le 15 avril 2009 au président du Sénat Ba Mamadou M'Baré afin de pouvoir se présenter à l'élection présidentielle, prévue en juin, qui se tient finalement le 18 juillet. Élu avec 52,5 % des voix, il entre officiellement en fonction le 5 août.
Les attaques d'AQMI se poursuivent contre la Mauritanie malgré la résolution affichée par le nouveau pouvoir :
- En septembre 2008, douze militaires trouvaient la mort dans une attaque d’AQMI contre une patrouille positionnée à Tourine, toujours à l’extrême nord du pays (à 80 kilomètres au nord de la ville de Zouerate)[34].
- Le 23 juin 2009, un ressortissant américain, l’évangéliste et humanitaire Christopher Legget, est assassiné près du marché du Ksar, au cœur même de la capitale[34].
- En août 2009, l'ambassade de France est la cible d'un attentat-suicide, sans faire d'autres victimes que son auteur[34].
- Le 29 novembre 2009, un convoi d’humanitaires catalans composé de quinze voitures était attaqué en pleine journée sur la principale route nationale du pays située entre la capitale politique, Nouakchott, et la capitale économique, Nouadhibou. Trois Espagnols sont enlevés et acheminés dans le nord du Mali[34].
- En décembre 2009, au sud-est, près de la frontière avec le Mali, un couple d’Italiens, Sergio Cicala, 65 ans et Philomène Kaboré, 39 ans, est enlevé.
- Le 25 août 2010, un jeune candidat au suicide mauritanien membre d'AQMI se lance contre le quartier général de la cinquième région militaire de Néma (sud-est), sans faire d'autre victime que le terroriste[34].
- Les 17 et 18 septembre 2010, des combats entre l'armée mauritanienne et des éléments d'AQMI se déroulent à Raz-El-Ma (235 km à l'ouest de Tombouctou), dans le nord du Mali. 12 membres insurgés islamistes sont tués, mais aussi plus d'une dizaine de soldats mauritaniens.
- Dans la nuit du 1er au 2 février 2011, un véhicule chargé d'explosifs est intercepté à un barrage et explose[34].

Le premier semestre de l'année 2011 est marqué par l’extension du printemps arabe en Mauritanie, avec une vague de grèves, manifestations et revendications politiques.
Il est réélu en juin 2014 pour un second mandat, avec 81,89 % des voix au premier tour. Il confirme début 2018 qu’il se conformera à la Constitution, laquelle limite à deux le nombre de mandats présidentiels : « Nous avons certes révisé la Constitution, mais nous n’avons jamais touché à cet article. Et je n’y toucherai pas. ». L'élection, le 22 juin 2019, de son successeur Mohammed Ould Ghazouani permet de voir pour la première fois une passation de pouvoir en deux présidents élus.
En 2019 la sécheresse menace les populations du sud et de l’est du pays. Près de 560 000 personnes se trouvent en situation d'insécurité alimentaire.

#### Mohamed Ould Ghazouani (depuis 2019)
Élu avec 52% des voix au premier tour des élections du 22 juin 2019, sur une programme visant à améliorer la gouvernance et la transparence, Mohamed Ould Ghazouani prend ses distances avec son prédécesseur, dont il était proche, lorsqu'une enquête parlementaire révèle des présomptions de mauvaise gouvernance durant le mandat précédent. Au terme d'un procès de neuf mois, Mohamed Ould Abdel Aziz est condamné en 2023 à cinq années de prison pour blanchiment et enrichissement illicite.

En 2023, le pays reste considéré comme stable, n'ayant pas eu à connaître d'attaques djihadistes depuis 2011.

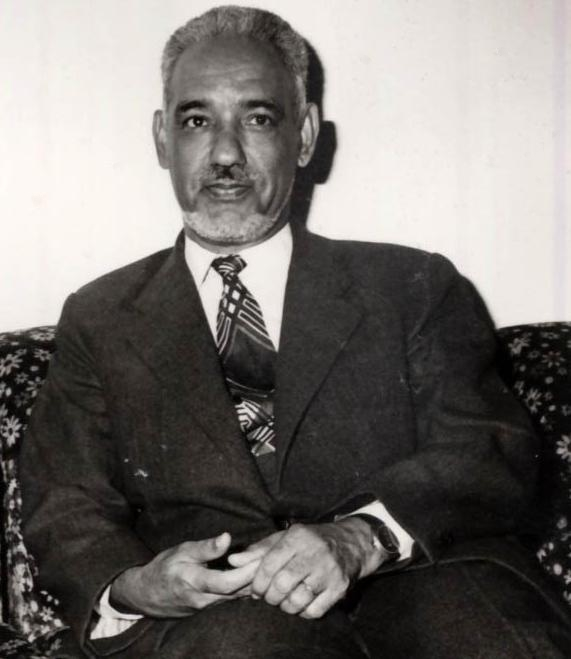
Moktar Ould Daddah.
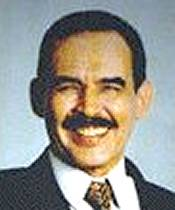
Maaouiya Ould Sid'Ahmed Taya.
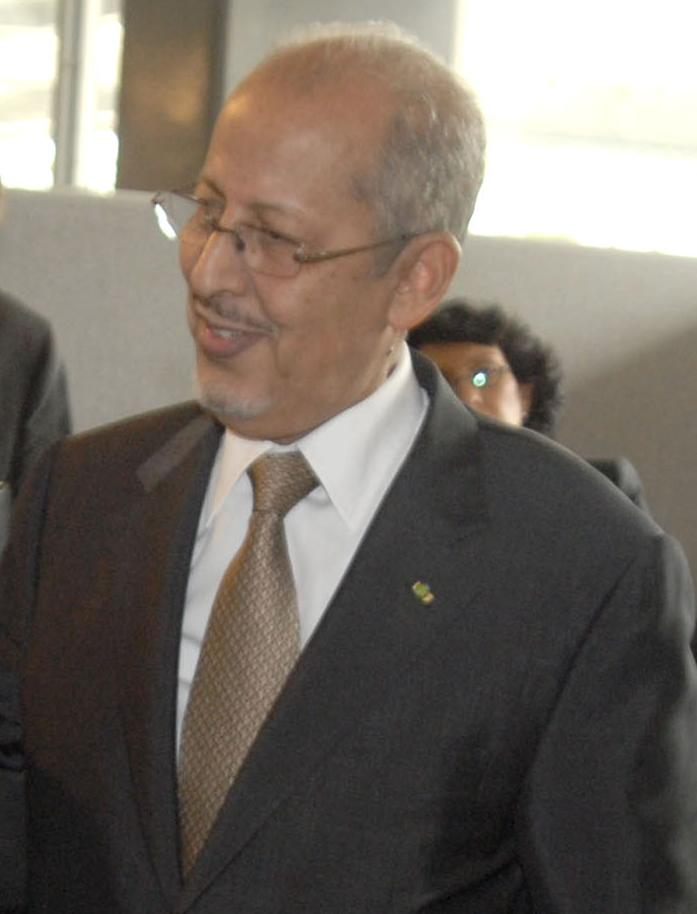
Sidi Mohamed Ould Cheikh Abdallahi.
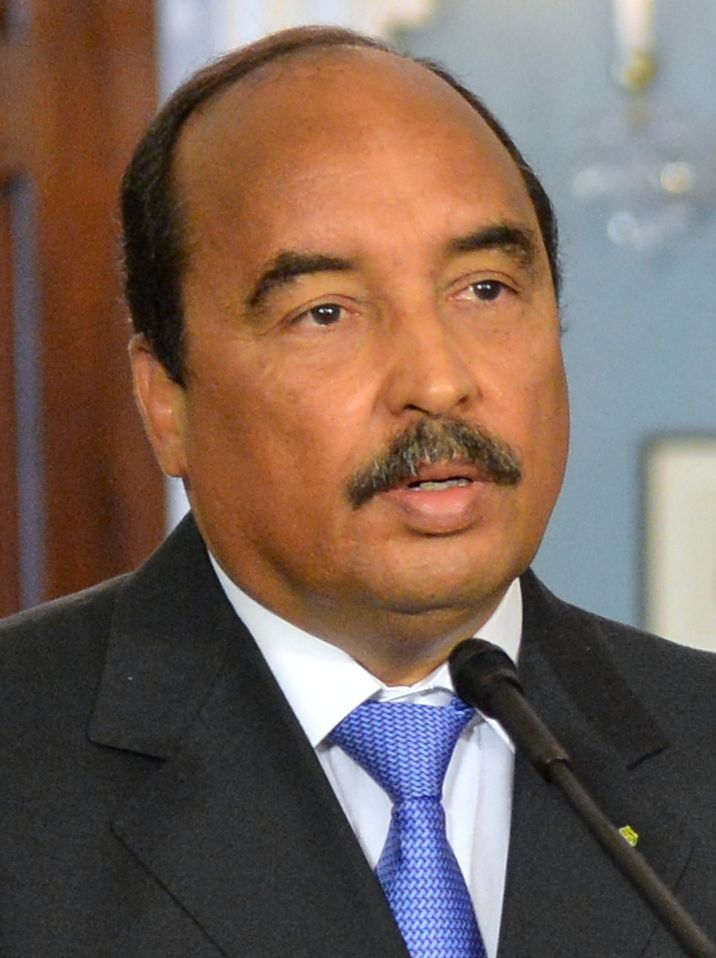
Mohamed Ould Abdel Aziz.
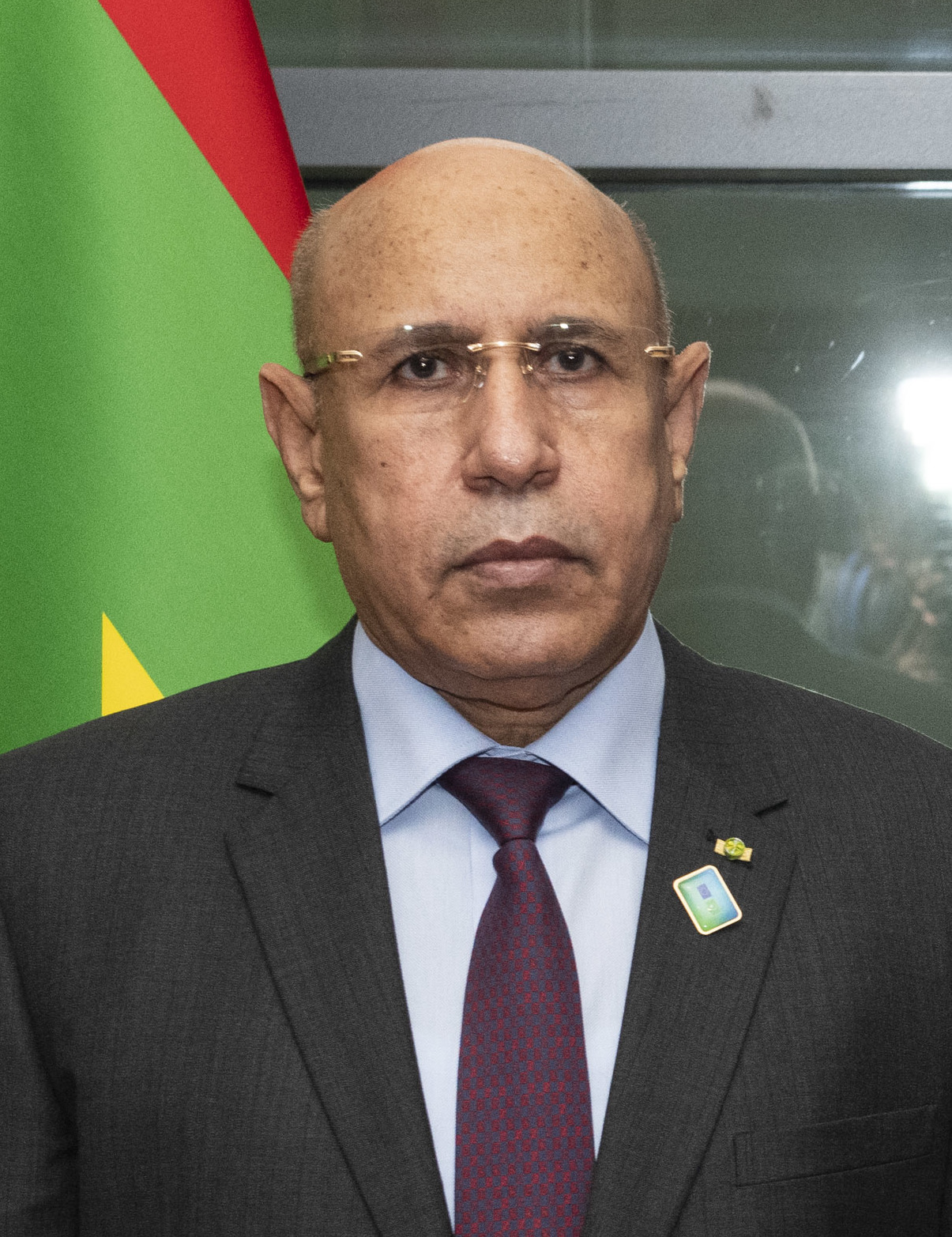
Mohamed Ould Ghazouani.

## Politique

### Politique intérieure
La Constitution de la République islamique de Mauritanie date du 20 juillet 1991 et a été révisée à trois reprises, en 2006, 2012 et 2017. Elle rappelle dans son préambule son attachement à l'islam et aux principes démocratiques tels que définis dans la Déclaration universelle des droits de l'homme ainsi que dans la Charte africaine des droits de l'homme et des peuples.

#### Terrorisme
La Mauritanie se trouve dans une zone d'activité de mouvements salafistes radicaux, en particulier d’Al-Qaïda au Maghreb islamique. Bien qu'étant le seul État du Maghreb qui ne compte pas une branche locale d’Al Qaïda, la Mauritanie connut des attentats perpétrés par le GSPC en 2003, quand le groupe terroriste algérien attaque une unité de l'armée mauritanienne à Lemgheity dans le nord du pays. Le bilan de l'attaque fait état de 17 tués et des armes, des munitions ainsi que des véhicules militaires sont volés par les assaillants. Le président Ould Taya avait à l'époque mobilisé d’importants moyens militaires pour répliquer au GSPC sans arriver pour autant à éradiquer le groupe.
Durant les quatre années qui suivent cet incident, aucune attaque terroriste n'est à déplorer sur le territoire mauritanien. Le président Sidi Ould Cheikh Abdallahi avance la possibilité d'un dialogue avec les islamistes et fait preuve d'ouverture en autorisant la création de deux partis politiques d’obédience islamiste : Tawassoul et Al-Fadila.
Pourtant, fin 2007, la Mauritanie connaît une série d'attaques terroristes. Le 24 décembre 2007, veille de Noël, quatre touristes français sont abattus par trois jeunes Mauritaniens se réclamant de l’islamisme radical. Deux jours plus tard, une attaque revendiquée par la branche Al-Qaïda au Maghreb fait trois victimes parmi les forces armées mauritaniennes à Al-Ghallawouiya dans le nord-est du pays. AQMI reproche alors au gouvernement mauritanien de ne pas avoir mis fin à ses relations diplomatiques avec Israël. Un mois plus tard, l’ambassade d’Israël à Nouakchott est attaquée par des assaillants que les services de sécurité n’arriveront pas à identifier. Cette série d'attaques terroristes donnera lieu à l'annulation du rallye Paris-Dakar qui passait par la Mauritanie.
En août 2009, trois jours après l’investiture de Mohamed Ould Abdel Aziz à la suite de sa victoire à l’élection présidentielle de 2009, un attentat-suicide revendiqué par Al Qaida au Maghreb Islamique (AQMI) est perpétré à Nouakchott au passage de deux gendarmes mobiles français devant l’ambassade de France.
Des documents découverts par l'armée américaine durant la traque d’Oussama ben Laden au Pakistan révèlent que le président Mohamed Ould Abdel Aziz se serait rapproché d'AQMI pour conclure un pacte de non-agression en 2010. Ces documents montrent qu'un accord d'un an reconductible proposait la fin des attaques sur le sol mauritanien contre un pacte de non-agression entre l'armée mauritanienne et AQMI, le versement d'une somme de 10 à 20 millions d'euros chaque année ainsi que la libération de prisonniers. Les documents mentionnent également qu'une trêve permettrait à AQMI de disposer de bases arrières en Mauritanie afin d'y installer ses cadres en sécurité, ce qui lui permettrait de se concentrer sur l'Algérie. Le pouvoir mauritanien a toujours nié l'existence d'un tel contrat passé entre la Mauritanie et AQMI.
De fait, depuis 2011, et contrairement à ses voisins malien et algérien, la Mauritanie n'a pas subi d'attaque terroriste sur son sol. Le pays fait par ailleurs face à de multiples critiques à l'international pour avoir libéré en 2015, sans même l’avoir présenté à la justice, l’un des principaux chefs de l’insurrection dans le nord du Mali et ancien porte-parole d’Ansar Dine (allié d’AQMI), Sanda Ould Bouamama, ainsi que pour l'évasion d'autres prisonniers djihadistes dans des circonstances jugées opaques. Cet accord secret expliquerait également pourquoi, durant l’opération Serval menée en 2013 par la France dans le nord du Mali, le président Mohamed Ould Abdel Aziz a refusé d’apporter l'aide militaire de la Mauritanie à son allié français.
L'ancien numéro 3 d'Al-Qaïda d'origine mauritanienne Abou Hafs al-Mauritani, qui s'était opposé à Oussama ben Laden au sujet des attentats du 11 Septembre, vit à Nouakchott depuis 2012 après avoir été extradé par l'Iran où il vivait en résidence surveillée,.
Toutefois, en raison de l'absence d'attaques terroristes depuis 2011, c'est la Mauritanie qui accueille le Collège de défense G5 Sahel destiné à former des officiers supérieurs sahéliens.[réf. nécessaire]

#### Droits des femmes
Le statut des femmes au sein de la famille est codifié pour la première fois en 2001, via une loi portant code du statut personnel. Des tentatives pour moderniser le texte, pour lutter contre les violences envers les femmes, en forte augmentation, sont restées lettre morte, malgré la présentation de deux projets de loi soutenus par le gouvernement.

#### Modification du drapeau national
Le 9 mars 2017, une révision de la Constitution est approuvée à l'Assemblée nationale. Elle porte sur la suppression du Sénat, de la Haute Cour de justice, du médiateur de la République et du Haut Conseil islamique ainsi que sur une modification du drapeau national qui portera désormais deux bandes rouges symbolisant le sang versé par les « martyrs de la résistance » durant la période coloniale française. Soumise initialement au parlement, cette modification, vivement contestée par l'opposition, est rejetée, à la surprise générale, par le Sénat. Le président Mohamed Ould Abdel Aziz opte alors pour l'organisation d'un référendum, qui a lieu le 5 août 2017. Les électeurs mauritaniens votent « oui » à 85 %, selon les résultats dévoilés par la commission électorale. La participation s'est élevée à 53,73 %.

### Politique extérieure
Les traités et accords internationaux ne peuvent être ratifiés qu'en vertu d'une loi. Aucune modification du territoire (cession, échange, adjonction) ne peut se faire sans le consentement du peuple par référendum.
Les engagements internationaux contraires à la Constitution rendent nécessaire la révision de celle-ci afin de ratifier ces engagements. À partir de leurs publications, ces engagements internationaux ont une valeur supérieure à celle des lois.

### Ordres et décorations
- Ordre national du Mérite

## Économie
(septembre 2017).
| Données                              | Valeurs                                                         |
| ------------------------------------ | --------------------------------------------------------------- |
| Produit intérieur brut               | 5,124 $ milliards (2017)                                        |
| Produit intérieur brut par habitant  | 1300 dollars US (2016)                                          |
| Taux de croissance                   | 3,5 % (2017)                                                    |
| Taux d'inflation                     | 2,4 % (2017)                                                    |
| Main d’œuvre par secteurs            | agriculture : 40,3 % industrie : 9,5 % services : 50,2 % (2016) |
| Taux de chômage                      | 8 % (2017)                                                      |
| Dette extérieure                     | Ratio de la dette / PIB : 93,6 % (2017)                         |
| Indice de développement humain       | 0,556 (2021)                                                    |
| Population sous le seuil de pauvreté | 17% (est. 2018)                                                 |
| Coefficient de Gini                  | 32,4 (est. 2014)                                                |
| Sources : Banque Mondiale            |                                                                 |

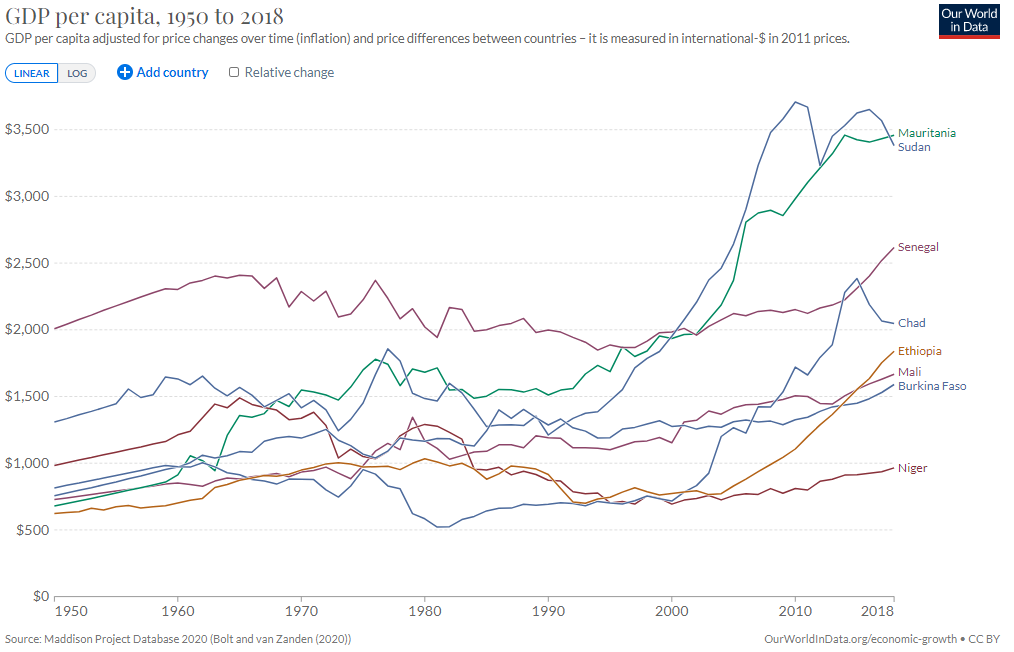
Développement du PIB par habitant des pays du Sahel.

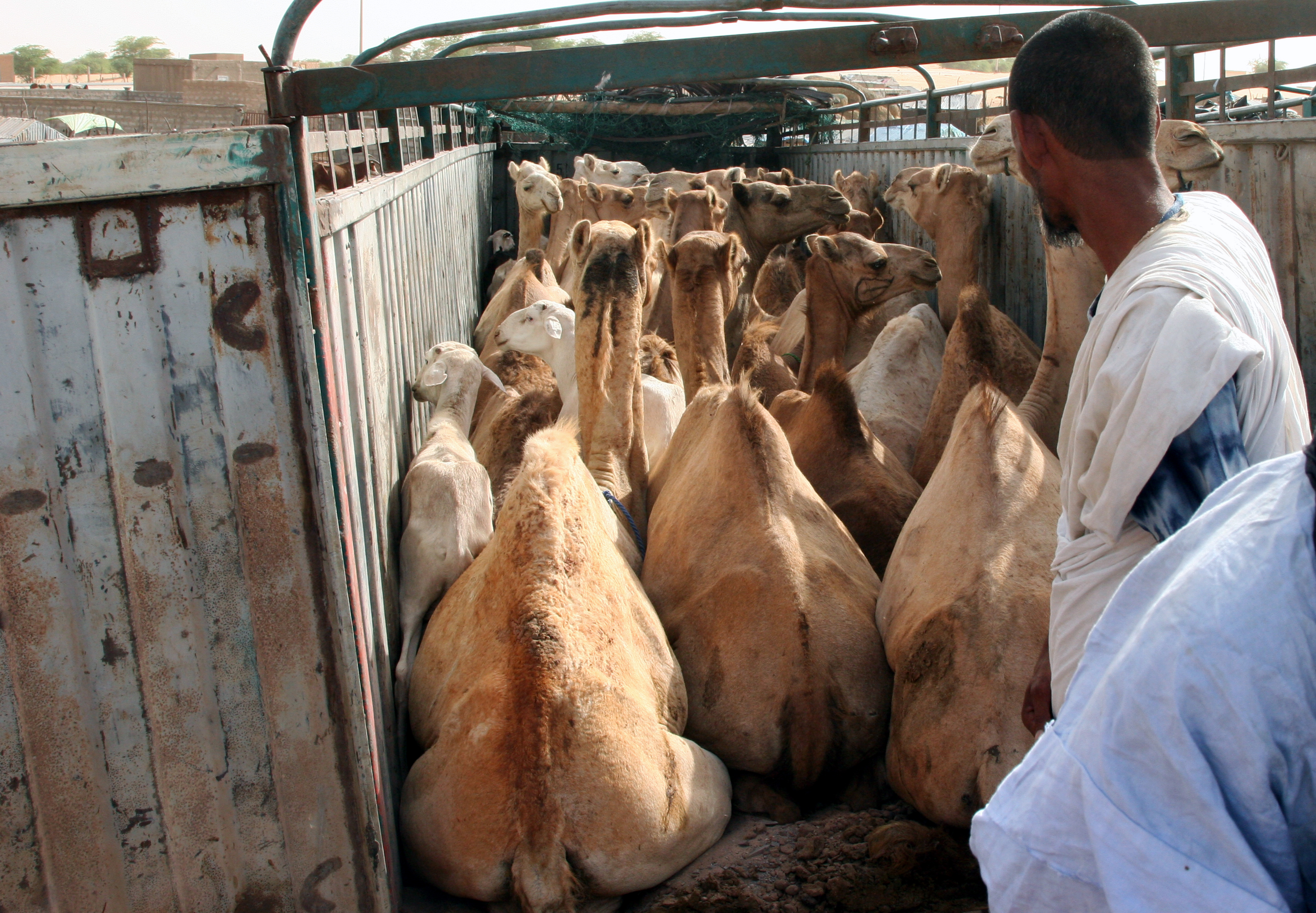
Importance de l'élevage.

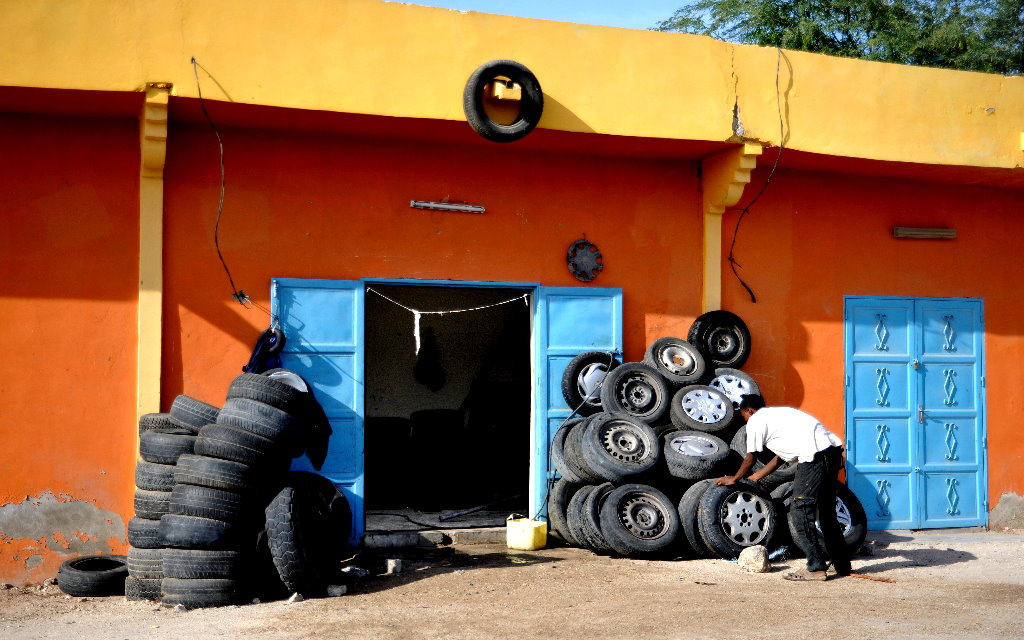
Garage à Nouakchott.

En 2021, la Mauritanie s'est classée au 158e rang sur 191 pays à l'indice de développement humain (IDH). La moitié de sa population vit toujours de l'agriculture et de l'élevage, mais un nombre croissant de nomades et de paysans ont dû migrer vers les grandes villes afin de fuir la pauvreté. Certains ont tout perdu lors des sécheresses des années 1970 et 1980. Une mauvaise gestion de ces crises dues à la sécheresse n'a fait qu'augmenter la dette qui s'élève à plus de trois fois le total des exportations annuelles du pays.
En décembre 2001, la Mauritanie a reçu — en tant que « pays pauvre fortement endetté » ou Heavily Indebted Poor Countries (HIPC) — des aides de la part de pays donateurs. Une nouvelle fiscalité a été développée (0 % d'imposition sur les sociétés en 1993) afin de favoriser les investisseurs étrangers et créer de l'emploi.
Le 6 décembre 2017, le Conseil d’administration du Fonds monétaire international (FMI) approuve un accord triennal au titre de la Facilité élargie de crédit (FEC) avec la Mauritanie, d’un montant de 115,92 millions de DTS (environ 163,9 millions de dollars américains ou 90 % de la quote-part de la Mauritanie), pour accompagner le programme de réformes économiques et financières du pays. Le programme appuyé par la FEC devrait « contribuer à favoriser une croissance inclusive et diversifiée de l’économie mauritanienne afin d’améliorer le niveau de vie de la population, de maintenir la stabilité macroéconomique, de renforcer la viabilité de la dette, et de réduire la pauvreté ».
En janvier 2017, le pays se dote d’une loi sur le partenariat public-privé.
En novembre 2017, la Banque mondiale présente son rapport annuel qui indique une progression de la Mauritanie dans le classement Doing Business 2018, pour la troisième année consécutive : elle gagne 10 places en se classant 150e sur 190 pays.
L’activité économique reprend lentement en 2017 grâce à l’amélioration progressive de la consommation privée et à la performance des secteurs de la pêche, du commerce et des industries manufacturières. En 2024, la Mauritanie est classée en 126e position pour l'indice mondial de l'innovation.
Le taux d'endettement s'élève à près 100 % du PIB en 2017. La croissance économique est de 4 % en 2018 et devrait s’accélérer avec les exportations de pétrole.

### Secteurs

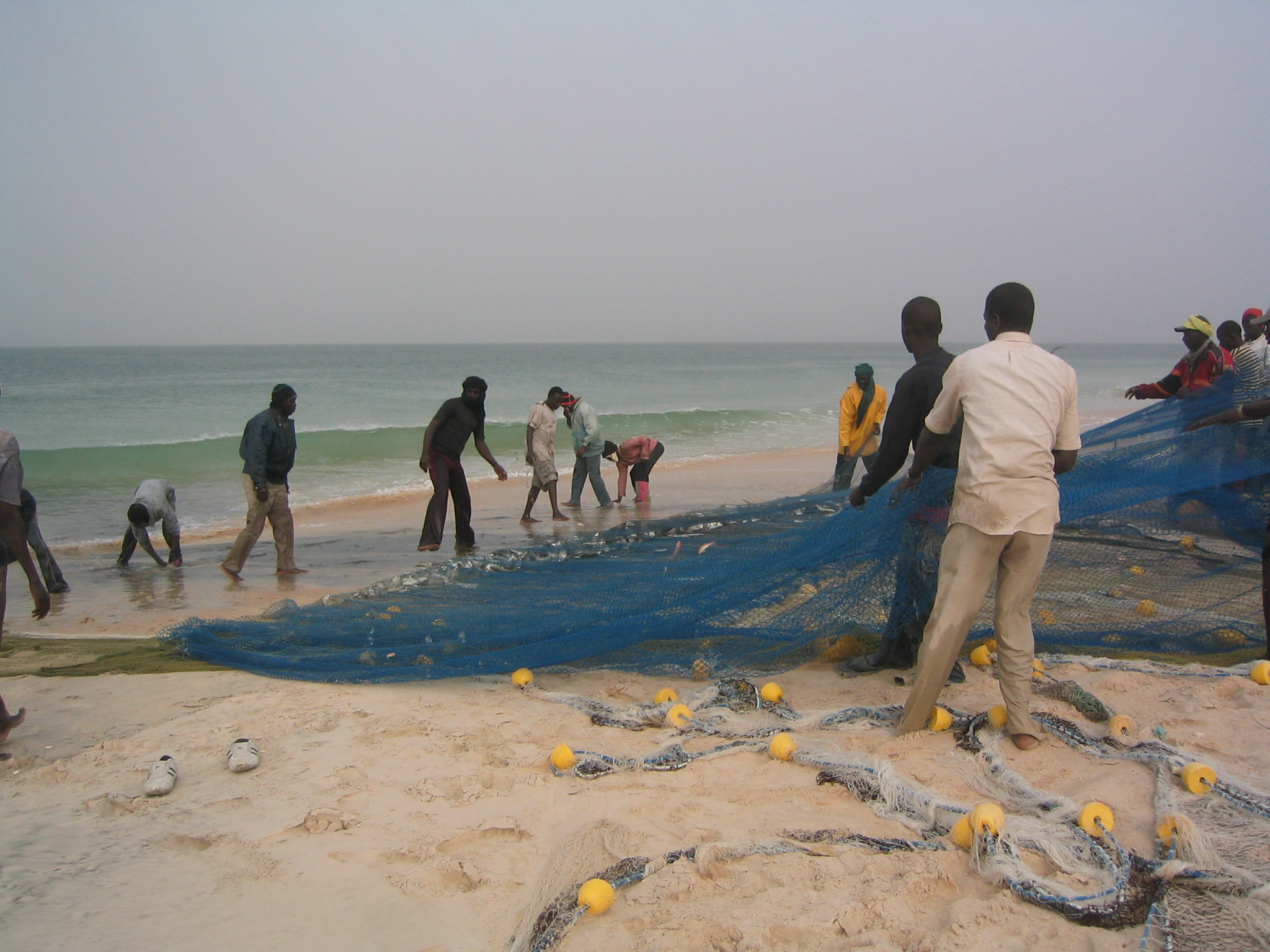
Pêcheurs à Nouackchott.

#### Agriculture et élevage
L'agriculture se développe autour de la production de dattes, millet, sorgho, maïs, des bovins (1,8 million de têtes) des ovins et caprins (14,7 millions en 2013) et des camélidés (1,5 million) en élevage.
Le riz constitue un des secteurs les plus importants de l’agriculture mauritanienne. Sa production est concentrée le long de la frontière méridionale, sur la rive nord du fleuve Sénégal. Ces terres ont fait partie du Waalo, royaume né de l’éclatement de l’empire Wolof, et sont traditionnellement orientées vers l’agriculture de rizières. Le rythme des crues (septembre-octobre) et décrues (novembre-décembre) marque la vie des communes riveraines du fleuve Sénégal. Le riz s’est introduit assez récemment dans la région. Sa culture, alliée à celles des tomates et des oignons permet aux cultivateurs de maximiser le rendement des terres en opérant un roulement entre les trois productions. Ce changement des pratiques se détourne de siècles d’exploitations traditionnelles tournées principalement vers le sorgho, le maïs, la courgette, la patate douce, le niébé. La jachère est donc de moins en moins pratiquée. Il semble que des politiques gouvernementales aient également remis en cause la hiérarchie sociale liée à l’agriculture : « L’aménagement et la distribution des superficies irriguées étant assurés par l’État, on constate également un certain équilibre entre les différentes couches sociales d’un même village. Autrement dit, les anciens propriétaires terriens ne sont plus ceux qui contrôlent les rizières. ».

#### Pêche
Le secteur de la pêche représente environ 20 % des recettes budgétaires de l’État (estimées en 2016 à 400 M€) et emploie près de 40 000 personnes. La pêche est surtout réalisée par des sociétés étrangères.
En juillet 2015, l’Union Européenne (UE) confirme par un nouveau protocole de mise en œuvre l’accord de partenariat signé avec la Mauritanie dans le domaine de la pêche durable. En plus des captures payées, l'UE garantit 59,125 millions d'euros, dont 4,125 millions d'euros directement dédiés au soutien des communautés de pêche locales. Une Résolution du Parlement européen du 12 avril 2016 précise que le Parlement « se félicite vivement des dispositions en matière de transparence contenues dans le dernier protocole avec la Mauritanie, au titre desquelles celle-ci s'engage à publier l'ensemble des accords conclus avec des États ou des entités privées qui accordent aux navires étrangers un accès à sa zone économique exclusive (ZEE) et demande instamment que ces dispositions relatives à la transparence figurent dans tous les accords de partenariat dans le domaine de la pêche durable ».
Les côtes mauritaniennes sont parmi les plus poissonneuses au monde.[réf. nécessaire]
L'agriculture, l'élevage et la pêche représentaient 16,6 % du PIB et employaient 50 % des actifs en 2012.

#### Mines
Le fer constitue près de 40 % des exportations : mine de F'Derick, Tazadit, Rouessat, guelb à magnétite.

Mine(s) d'or : mine de Tasiast...

#### Hydrocarbures
En janvier 2016, le président sénégalais Macky Sall annonce la découverte d’un gisement offshore à la frontière sénégalo-mauritanienne, à la suite des prospections de la société américaine Kosmos. Il se situe à 5 200 mètres de profondeur et les réserves seraient estimées à 450 milliards de mètres cubes. Kosmos signe ensuite un mémorandum avec la Société des pétroles du Sénégal (Petrosen) et la Société mauritanienne des hydrocarbures et du patrimoine minier (SMHPM), entérinant les principes d’une coopération intergouvernementale pour le développement du complexe Grande Tortue d’une surface de 1 200 km2.
En décembre 2016, BP signe un accord pour acquérir 62 % du projet d’exploitation de plusieurs blocs explorés par Kosmos (28 %), en partenariat avec la Société mauritanienne des hydrocarbures et de patrimoine minier (10 %). Au titre de cette prise de participation, BP paie à Kosmos la somme de 916 millions de dollars couvrant notamment la poursuite des explorations. Les exportations de GNL vont ainsi permettre à la Mauritanie de se positionner en tant que fournisseur d’énergie à part entière pour plusieurs années et de générer des revenus qui pourront être investis dans le développement d’autres secteurs.
Le 9 février 2018, la Mauritanie et le Sénégal signent un accord de coopération intergouvernemental (ACI) portant sur l’exploitation du champ gazier off-shore « Grand Tortue - Ahmeyim » (GTA), à cheval sur la frontière maritime entre les deux pays. Signé au cours d'une visite à Nouakchott du président sénégalais Macky Sall, son contenu n'a pas été rendu public, mais selon une source du Ministère mauritanien du Pétrole, de l'Énergie et des Mines, il inclut le « développement de l'exploitation et le partage des ressources, ainsi que les conditions de règlement des litiges. […] L'accord est avantageux pour les deux pays ».

### Infrastructures
- Aux environs de la capitale, Nouakchott, se trouve un port en eau profonde, inauguré en 1986.
- Le pays compte au total 10 aéroports, dont 4 internationaux, à Nouakchott (NKC), Nouadhibou (NDB), Zouerate (OUZ) et Atâr (ATR).
- La ligne ferroviaire du chemin de fer de Mauritanie, ouverte en 1963 et longue de 700 km, exploitée par la SNIM, relie le site minier de Zouerate au port de Nouadhibou.
- Le réseau routier compte environ 11 000 km de routes reliant les différentes villes.

### Monnaie
L’ouguiya (code ISO 4217 : MRU), de l'arabe wqiya qui signifie « once », est la devise officielle de la Mauritanie depuis le 1er janvier 2018. Elle remplace la première ouguiya (code ISO 4217 : MRO), qui avait cours depuis 1973, au taux de 10 pour 1. Ce changement s’explique, selon la Banque centrale par la trop forte augmentation de la masse monétaire (environ 608 milliards d’ouguiya en 2017).
Le 28 novembre 2017, le Président de la République, dans son discours prononcé à l'occasion du 57e anniversaire de l'indépendance nationale, avait annoncé la démonétisation de l’ouguiya (MRO) et la création d’une nouvelle ouguiya (MRU). Ce changement de l’étalon monétaire entraîne le changement de toute la gamme de billets (adoption du polymère comme seul substrat) et le changement de toute la gamme des pièces, mais n'affecte pas le nom de la monnaie nationale qui reste l'ouguiya.

## Démographie
La population de la Mauritanie est estimée à près de 4 millions d'habitants en 2014. Les conditions géographiques – le Sahara occupe les deux tiers du territoire – expliquent la très faible densité moyenne de population, de l'ordre de 3 habitants par km2. Dans le sud cependant, les rives du fleuve Sénégal connaissent une plus grande concentration d'habitants, très majoritairement noirs. Nouakchott, capitale créée de toutes pièces en 1958 et qui comptait 6 000 habitants en 1965, est devenue une agglomération importante qui accueille aujourd'hui un tiers des Mauritaniens, dont de très nombreux anciens nomades que la sécheresse a condamnés à changer de mode de vie. Avec le port de Nouadhibou, au nord, et quelques rares centres secondaires, dont Zouerate, la ville minière du désert, le taux d'urbanisation dépasse 50 %. Le pays connaît une croissance démographique soutenue, de l'ordre de 3 % par an, liée à une très forte fécondité.
On distingue généralement trois groupes principaux de population :
- Les Haratins, qui constitueraient 40 %[1]. Ce sont d'anciens esclaves noirs des Bidhaan, d'origine bafours, fortement assimilés et quelque peu métissés aux Maures blancs, qui partagent la même langue et la même culture.
- Les Beidanes (littéralement « les Blancs », en arabe) ou Maures blancs, représenteraient 30 % de la population[1]. Ils sont issus des vagues successives de peuplement arabe plus ou moins métissées avec les populations berbères et noires préexistantes. Ils parlent un dialecte arabe, le hassanya, également présent au Sahara occidental, au sud du Maroc, au sud de l'Algérie et au nord du Mali, et étaient organisés en émirats, cités (Chinguetti, Oualata, Tichitt et Ouadane) et tribus nomades.
- Les Noirs africains, bloc non homogène, représenteraient environ 30 % de la population, comprenant plusieurs ethnies[1] :
  - Les Poulars (ou Peuls) : faisant partie des plus anciens peuples du pays, ils sont pour la plupart originaires du sud du pays.
  - Les Soninkés : sont les descendants des habitants de l'empire du Ghana qui dominait le pays jusqu'à la chute de l'empire, ils se sont par la suite établis majoritairement dans les wilaya du Guidimakha et du Gorgol.
  - Les Wolofs : ils sont pour la plupart établis au sud du Trarza sur les rives du fleuve Sénégal.
  - Les Bambaras également présents dans le Sud du pays, principalement dans la région du Guidimakha.
  - Les Sérères : l'un des plus anciens habitants du pays et de la région, qui ont fait face à des persécutions religieuses et ethniques au XIe siècle, ce qui a entraîné l'exode des Sérères de Tekrour vers 1030-1035[87],[88],[89],[90],[91],[92].

Il convient de souligner que la proportion des différents groupes ethnolinguistiques n'est pas connue avec précision, les statistiques avancées variant fortement selon la source. Pour mémoire, les statistiques datant des années 1960 indiquaient une proportion d'environ 80 % d'arabophones (hassanophones).

### Ethnographie
La société mauritanienne est très hiérarchisée. Le groupe dominant est celui des Beidhane, ou Maures blancs. Viennent ensuite celui des Noirs africains, et en dessous, celui des Haratine (ou Maures noirs), anciens esclaves.
Le groupe dominant des Beidanes est lui-même hiérarchisé entre descendants des grandes familles de guerriers ou de marabouts et de tribus moins prestigieuses, voire de castes honteuses comme celle des maallemine (forgerons) ou des griots. Les mariages mixtes sont très rares.
La quasi-totalité des pouvoirs économiques, politiques et militaires sont détenus par des Beidhane. Les entreprises importantes, de même que toutes les banques, leur appartiennent. La grande majorité des généraux (32 sur 34 en 2019) sont également issus de leur groupe.

### Réfugiés
Selon le Haut Commissariat des Nations unies pour les réfugiés et à la suite du conflit qui a éclaté dans le nord du Mali en 2012, à la mi-août 2013, 72 000 réfugiés maliens avaient trouvé refuge en Mauritanie.

### Esclavage
L’esclavage est officiellement aboli en 1981. En 2007, une nouvelle loi criminalise l’esclavage dorénavant passible de cinq à dix ans de prison ainsi que l’apologie de l’esclavage punissable de deux ans de prison.
Le 28 mars 2013, l’agence nationale Tadamoun est créée par décret. Elle entend « répondre à un impératif de développement relatif à l’amélioration des conditions de vie d’une certaine population victime d’une parenthèse historique ». La mission de Tadamoun s’articule autour de trois composantes : lutte contre les séquelles de l’esclavage, insertion des rapatriés mauritaniens du Sénégal et lutte contre la pauvreté.
En 2015, le parlement pénalise de 10 à 20 ans de prison les maîtres et complices d'esclavage, désormais reconnu comme crime contre l'humanité.
Pour autant, en dépit de l’arsenal législatif, plusieurs milliers de personnes seraient encore concernées par ce phénomène qui relève d'un ordonnancement social très ancien, une forme de société de castes, au sein des sociétés tribales sahariennes. Selon le Global Slavery Index 2016, qui s’est appuyé sur 1 000 sondages effectués par téléphone ou sur le terrain, 43 000 Mauritaniens, soit 1,06 % de la population, sont concernés. Les chiffres de 2014 étaient quatre fois plus élevés, avec 155 600 personnes, soit 4 % de la population. En 2018, il concerne 90 000 personnes. Cette situation est combattue par des mouvements politiques d'opposition, dont celui des Kadihine (prolétaires) et le Mouvement pour l'émancipation des Haratines (connu sous le nom d'El Horr ou l'Homme libre), actifs dans les années 1970 et 1980, et des associations, dont les plus connues sont SOS Esclaves, fondée en 1995 par des militants des droits de l'Homme et dirigée par Boubacar Ould Messaoud, l'un des chefs de file historiques du mouvement El Horr, et l'Initiative pour la résurgence du mouvement abolitionniste (en) (IRA) fondée plus récemment et dirigée par Biram Ould Dah Ould Abeid, surnommé par la presse le « Spartacus mauritanien ».
En 2011, un arrêté réglementant le travail domestique est pris par le gouvernement afin de renforcer la protection des droits des travailleurs domestiques.
L'envoi de jeunes Mauritaniennes pauvres vers l'Arabie saoudite où elles sont exploitées, et parfois tuées, est considéré comme une forme d'esclavage.
Le 30 mai 2018, la 107e session du Bureau international du travail (BIT) de Genève a supprimé la Mauritanie de la liste des pays interpellés par la commission des normes sur la question de l’esclavage en matière d’emploi et de travail forcé. Ce retrait couronne les efforts consentis depuis une quinzaine d’années par les gouvernements mauritaniens pour lutter contre les pratiques de l’esclavage. Cependant, l'esclavage persiste en Mauritanie, malgré son abolition par trois fois (en 1905, en 1981 et en 2007), et les militants antiesclavagistes sont toujours poursuivis et arrêtés,.

## Transports
Sur sa façade atlantique plusieurs tronçons de routes goudronées relient le Sénégal au sud au Maroc au nord en passant par la capitale Nouakchott.
La route sud Nouakchott-Rosso (Mauritanie) d’une longueur totale de 192 km, constitue la première et plus importante route commerciale de Mauritanie, financés simultanément par la Banque mondiale, l’Union européenne et l'État Mauritanien elle est subdivisée en deux lots distincts :
- Lot 1 : tronçon de 145 km reliant Nouakchott à Bombri
- Lot 2 : tronçon de 47 km reliant Bombri à Rosso pour un montant de 44,5 millions d'euros[108]

Terminée en novembre 2005, la route nord, la nationale RN3 longue de 470 km, relie Nouakchott à Nouâdhibou, important centre économique près de la frontière entre la Mauritanie et le Sahara occidental sous contrôle du Maroc, elle fait la jonction avec la route nationale 1 sur le poste frontière de Guerguerat relient ainsi l'Afrique de l'ouest à la Méditerranée.

## Éducation
L'école primaire dure six ans et l'enseignement secondaire sept. L'enseignement est fondé sur un système bilingue (arabe et français). L'analphabétisme est encore assez important, le taux d'alphabétisation étant inférieur à 60 % en 2012. Le nombre de bacheliers est inférieur à 5 % chez les 20 ans et plus.
Les familles des classes supérieures envoient leurs enfants dans des écoles privées, d'un coût élevé : entre 20 et 100 euros par mois et par enfant, alors que les masses mauritaniennes vivent avec l'équivalent de 100 à 200 euros mensuels.

## Culture
| Date        | Nom français    | Nom local | Remarques |
| ----------- | --------------- | --------- | --------- |
| 1er janvier | Jour de l'an    |           |           |
| 1er mai     | fête du travail |           |           |
| 28 novembre | indépendance    | Listiklal |           |

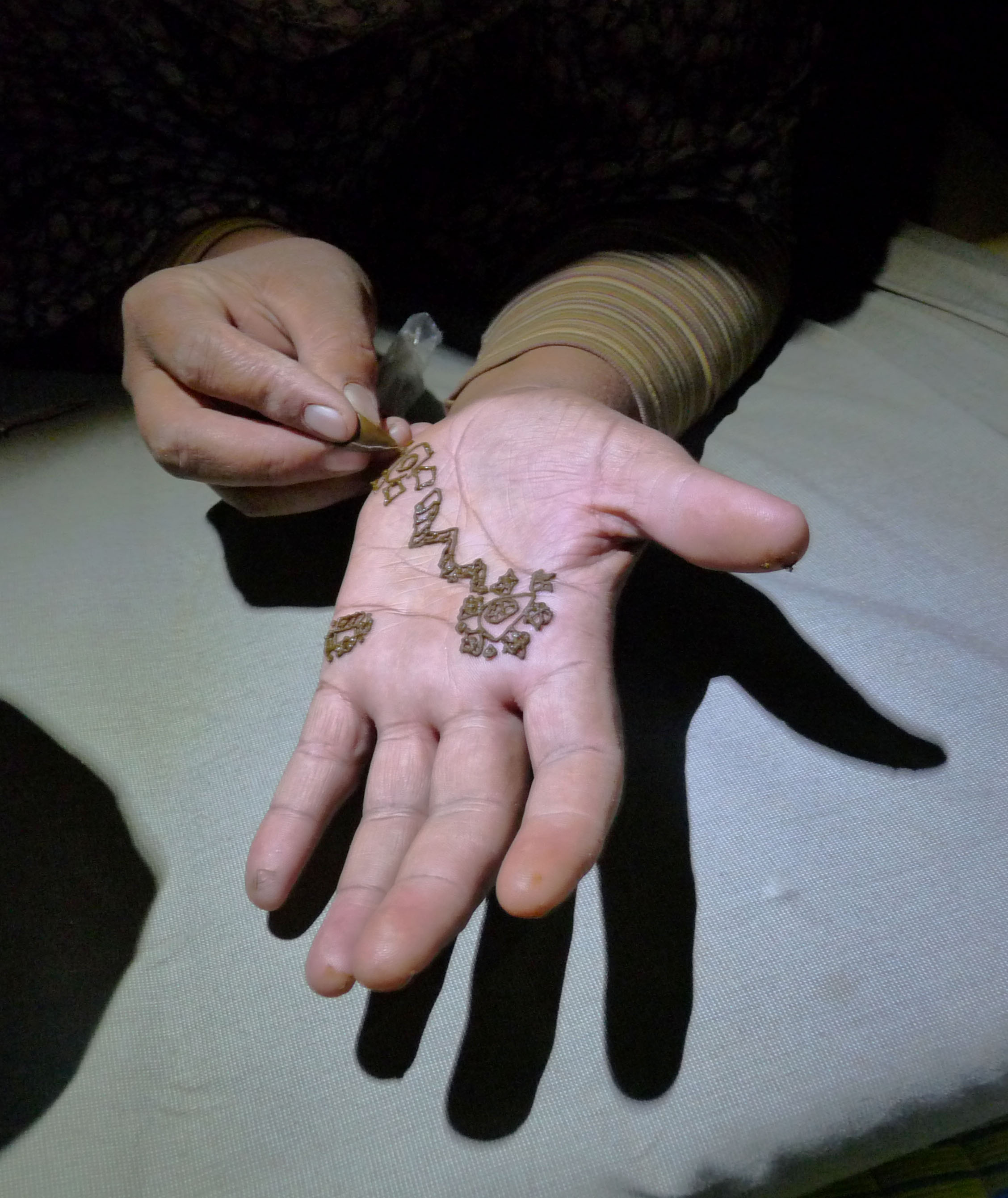
Tatouage au henné (Adrar)

Sont également fériées certaines fêtes musulmanes : Aïd el-Fitr, Aïd al-Adha et le Mawlid (naissance de Mahomet).

### Religions
- Religion en Mauritanie : Islam en Mauritanie (> 99 %), Christianisme en Mauritanie (< 1 %).

Très ancienne terre d'islam, comme en témoignent les milliers de manuscrits conservés dans les bibliothèques de Chinguetti, Ouadane ou Oualata, la Mauritanie est musulmane à près de 100 %. Cette foi qui imprègne très fortement la société et la culture du pays est affirmée par la Constitution qui en fait la religion d'État. Les Mauritaniens sont sunnites et se réclament pour la plupart de l'école de jurisprudence malékite, l'une des quatre écoles du sunnisme. Beaucoup de musulmans appartiennent aussi à des confréries religieuses. Les plus représentées en Mauritanie sont la Qadiriyya et la Tijaniyya.
Selon l’article 306 du Code pénal mauritanien, tout musulman qui apostasie, sans se repentir dans un délai de trois jours, est passible de la peine de mort. Ce châtiment extrême n’a cependant jamais été appliqué. Le pays observe un moratoire de fait sur les condamnations à mort, la dernière exécution capitale en Mauritanie remontant à plus de trente ans.
Les non-musulmans sont pour la plupart des étrangers, généralement des catholiques qui disposent de plusieurs lieux de culte dans le pays, à Nouakchott (cathédrale) et à Nouadhibou notamment. En revanche les protestants et les juifs – très peu nombreux – n'ont ni temple ni synagogue.
L'impression et la distribution de matériel non musulman sont interdites ainsi que le prosélytisme non musulman. Selon la Constitution de 1991, les citoyens sont musulmans.
Depuis les années 1990, le nombre de lieux de culte a considérablement augmenté du fait notamment des pétrodollars des monarchies du Golfe.

### Langues

« Mauritanie » en écriture arabe.

Les langues sont inscrites dans la Constitution à l'article 6. La langue officielle est l'arabe écrit. Il existe l'arabe dialectal local parlé : le hassanya.
Les langues nationales sont l'arabe-hassaniya, le peul, le soninké, et le wolof. Le français est, de facto, l'une des langues de travail au sein de l'administration, même s'il ne dispose d’aucun statut officiel.

### Francophonie
La Mauritanie est membre de l'Assemblée parlementaire de la francophonie de même que de l'Organisation internationale de la francophonie. Les régions mauritaniennes de Dakhlet Nouadhibou, Gorgol et de l'Inchiri sont membres de l'Association internationale des régions francophones.

### Médias et liberté de la presse
La Mauritanie occupe la 33e place au classement mondial 2024 en termes de liberté de la presse selon Reporters sans frontières, elle occupait la 55e place en 2017 (RSF). La liberté des médias fluctue selon les régimes en place. Il n'est pas toujours facile pour les journalistes de faire leur travail mais cela dépend réellement de la situation politique du jour. Depuis le début de la transition démocratique en 2005 les médias ont plus de liberté. Après le coup d'État de 2008, une reprise en main des médias publics a été observée. Elle a concerné notamment la télévision et la radio publique dont l'information est censurée, mais les journaux gardent une grande liberté de parole (notamment le Calame et la Tribune). Mal payés, les journalistes rédigent souvent sur commande des notables, des politiques ou des hommes d'affaires. L'autocensure et le manque de sources aux articles sont d'autres pratiques qui contribuent à la médiocrité de la presse mauritanienne.

### Mode
La mode vestimentaire en Mauritanie a été influencée par les modes traditionnelles de l’Afrique du nord et l’Afrique au sud du Sahara. Le climat aride et chaud du désert mauritanien a déterminé la nature de chaque pièce vestimentaire du costume traditionnel.
Le daraa ou boubou d'origine peul, est le costume incontestable des hommes Maures en Mauritanie. Cette tenue traditionnelle est habituellement confectionnée de coton chiga ou du bazin damassé. Le daraa peut être de couleur bleue ou blanche, avec une fente pour la tête et de larges pans (manches) ouverts des deux côtés, qu’on peut replier sur les épaules. Ce boubou est parfois orné, en plusieurs endroits, de jolies bordures. Sous ce boubou, les hommes portent un sarouel, pantalon bouffant, de couleur bleue, blanche ou noire.
Un chèche ou haouli en hassanya, de couleur bleue, blanche ou noire, est porté par les hommes pour se protéger du soleil et des vents de sable.
Le melehfa, long voile rectangulaire souple et généralement fin, enveloppe les Mauresques de la tête aux pieds. Il est coloré de teintures unicolores ou multicolores.
Chez les Peuls, Soninkés, Wolofs et Bambaras, la version féminine du boubou largement répandu dans les pays du Sahel est portée par les femmes, avec de beaux pagnes dessous et un foulard ceignant la tête. Le bolonta est surtout porté par la population soninké de Kaédi au sud du pays. Il a la forme d'un caftan, mais sans manche, et on porte une chemise longue manche appelé katalla en dessous.

### Arts

#### Littérature
La poésie
C'est l'art le plus apprécié des Mauritaniens avec les contes. La Mauritanie est connue dans le monde arabe pour être le « Pays du Million de poètes ». La poésie est appréciée chez les principaux groupes ethniques du pays :
- en soninké : Xaran sungu
- en arabe classique : echiir
- en hassaniyya : leghna
- en wolof: taalif
- en pulaar: jime

Les contes
La nuit à la belle étoile après une chaude journée, les Mauritaniens aiment contempler leur environnement. Les choses sont magnifiées (sans les diviniser puisque cela est interdit par l'islam), les conteurs savent raconter des histoires qui permettent à l'imaginaire de s'échapper vers le contemplatif.
Les contes servent également à éduquer les enfants en leur transmettant des connaissances, préceptes avec des exemples développés sous forme de petites histoires…
La littérature peul
Elle est surtout orale constituée de chants et de musique. Chaque groupe social (guerriers, tisserands...) a son chant.

#### La musique
La musique maure ou hassani se situe au confluent des musiques arabe et de l'Afrique sub-saharienne. Elle est influencée par les sons des peuples noirs du sud. La musique traditionnelle rappelle les exploits des princes guerriers des émirats et des empires qui ont existé en Mauritanie. Elle est assez élitiste. Aujourd'hui, une musique populaire jouée par des artistes contemporains est écoutée lors d'événements traditionnels tels que les mariages et les baptêmes.
Les principaux instruments de la musique maure ou hassani sont la Tidinit, l'Ardîn, le Tbol, etc. Les instruments de musique se modernisent et remplacent la kora, le djembé, les dum dum, le n'goni, la tambin (flûte peule)…

### Mariages

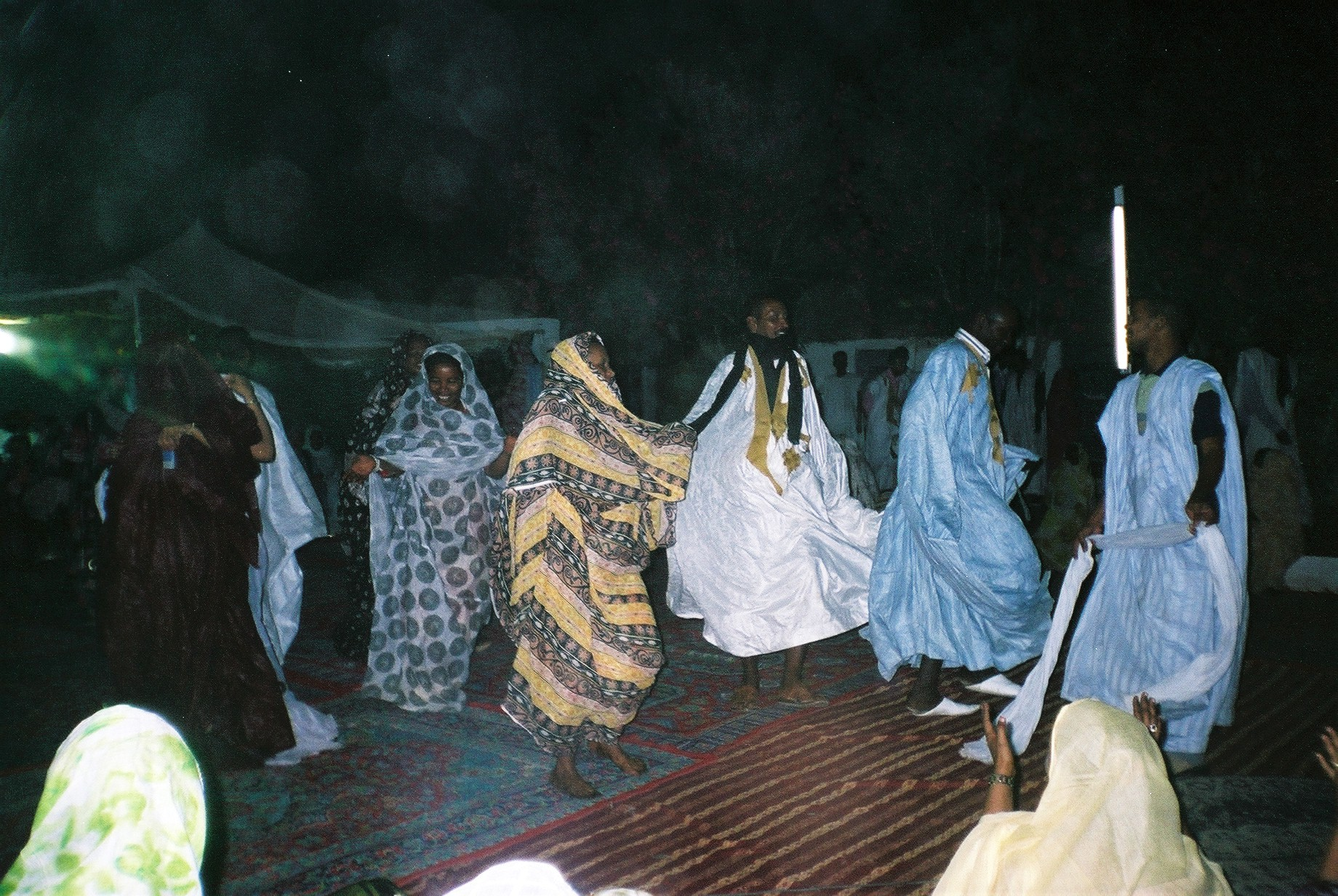
Fête lors d'un mariage à Atar.

Le mariage unit non seulement deux individus mais aussi deux familles, deux ethnies. Par le passé, les enfants étaient désignés pour le mariage dès leur berceau. Parvenus à l'âge adulte, nul ne songe à décevoir les parents, la communauté. Une dot est fixée lors d'une réunion entre les parents.
Chez les Maures, après le mariage, la mariée tente de se cacher avec ses amies. Si le marié ne la retrouve pas, il paie une rançon au camp adverse. Mais actuellement, l'évolution de la société mauritanienne fait que beaucoup de ces pratiques disparaissent, surtout dans les villes.

### Gastronomie

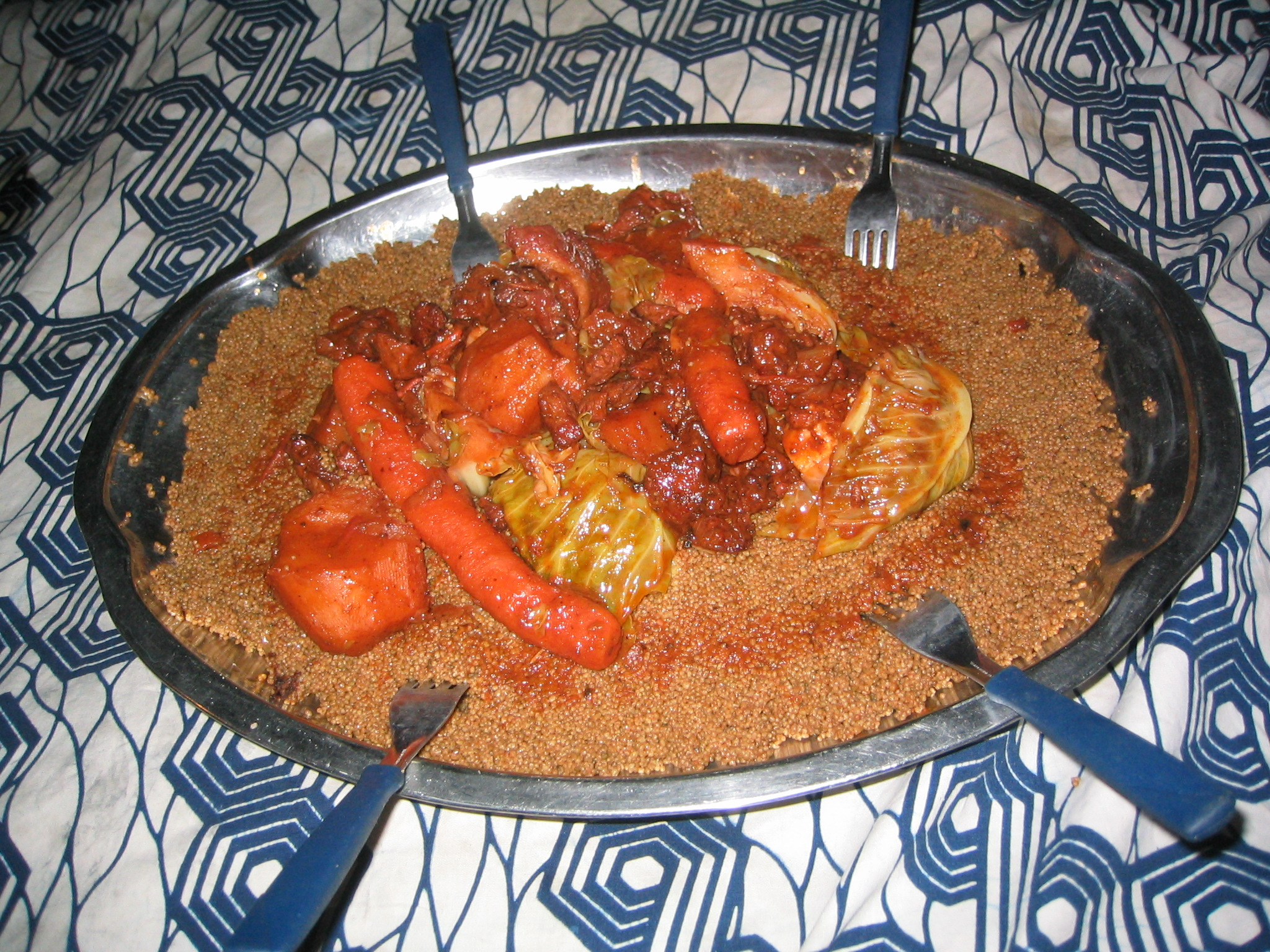
Couscous de dromadaire (Trarza).

La cuisine mauritanienne est composée de produits locaux : mil, blé, orge, haricot, pastèque, dattes, etc. C'est donc une cuisine typique des peuples du Sahel. Les plats les plus connus sont à base de deux variétés de couscous communément appelé petit couscous et gros couscous, et, fondé, Makhafo, El aiche, Baci, sakou, Echerchem, Leglyé, Bellakh, Belleghmane, Hacou, lemvassas, soupou kandia, mechoui, gombo, néré, thiéboudiène, mafé, lakh, etc..
Les protéines animales viennent du dromadaire, des ovins et caprins, du bœuf, et du poisson (sur la côte). Le fromage caravane se fait à partir de lait de chamelle.
À part ces produits traditionnels, d'autres denrées telles que le riz et la pomme de terre sont également consommés et la mondialisation influence les méthodes et les usages culinaires.

### Jeux et sports

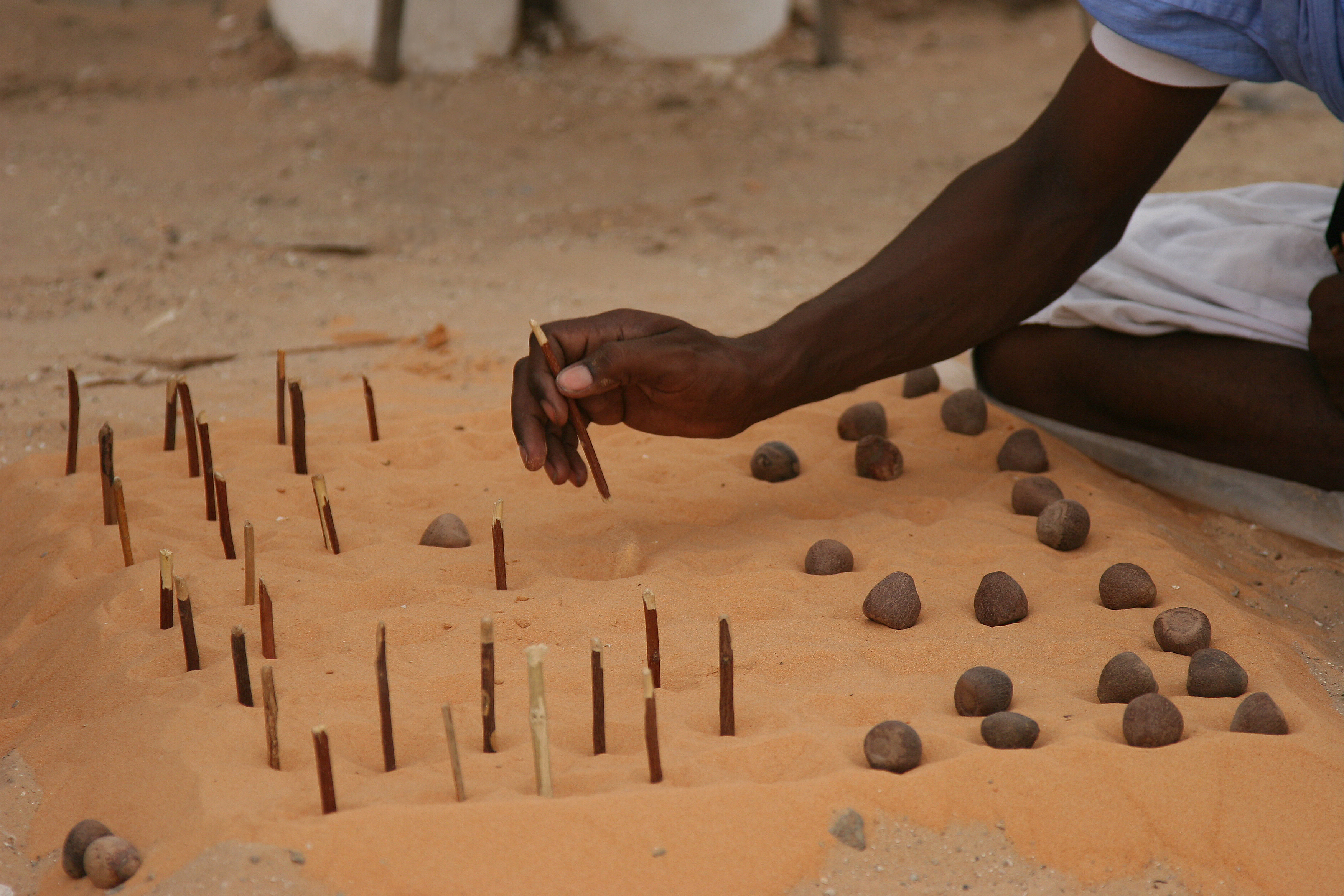
Jeu de dames.

L'influence de l'islam dans les relations hommes/femmes a créé deux types de jeux :
- soit uniquement pour les femmes (es-sig, krour, Em-Ehmeidech, Chnague, lewzar, Sigueye, Salar…) dans des endroits frais (tentes, maisons) ou ombragés (arbres…) ;
- soit uniquement pour les hommes (Edghougha, Heibe, Towd, Dhamet[125], Khreibga, Diaro…) dans des endroits découverts, à l'air libre ;
- soit uniquement pour les enfants.

### Discographie
- Le Chant des enfants du monde, vol. 8 Mauritanie, Arion, 2009 (1re  éd. 2001), ICD (compilation de 24 titres)

### Filmographie
- Mauritanie de Claude  Pavard, Oasis Production, 2003, 2 DVD + un livret (64 p. ), 240 min : film documentaire